# St-Martin (Montmorency)

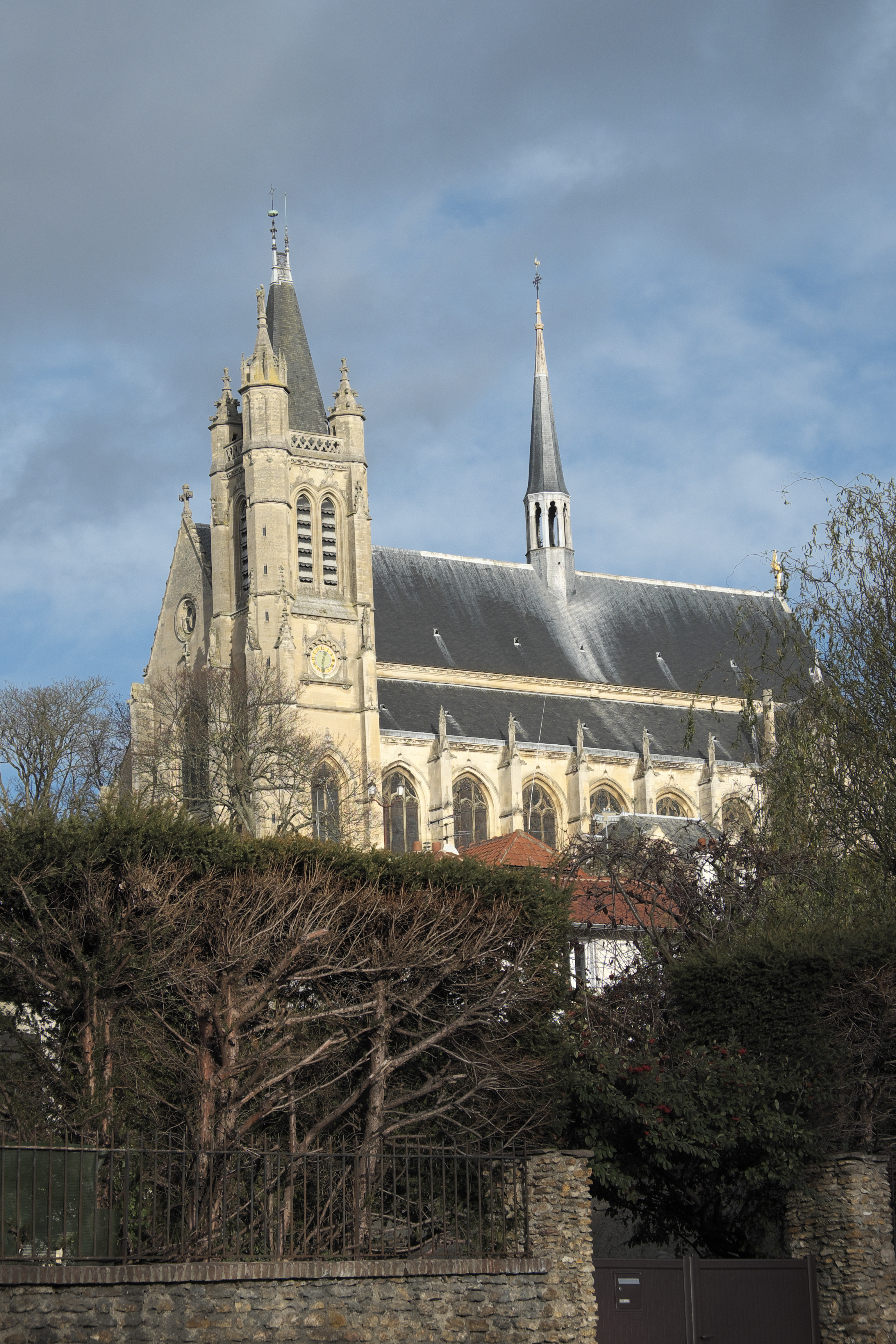
Pfarrkirche Saint-Martin, Ansicht von Süden

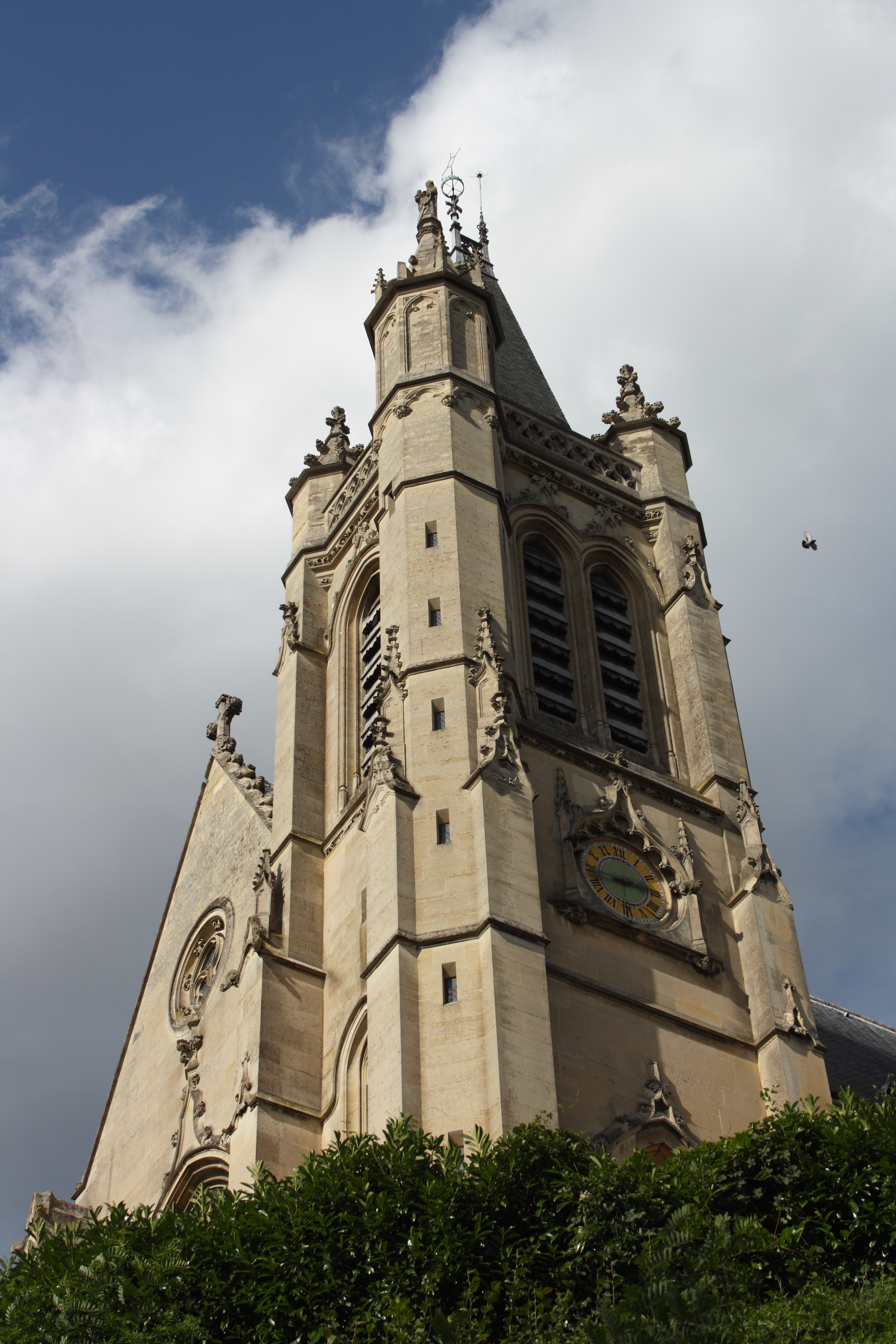
Glockenturm

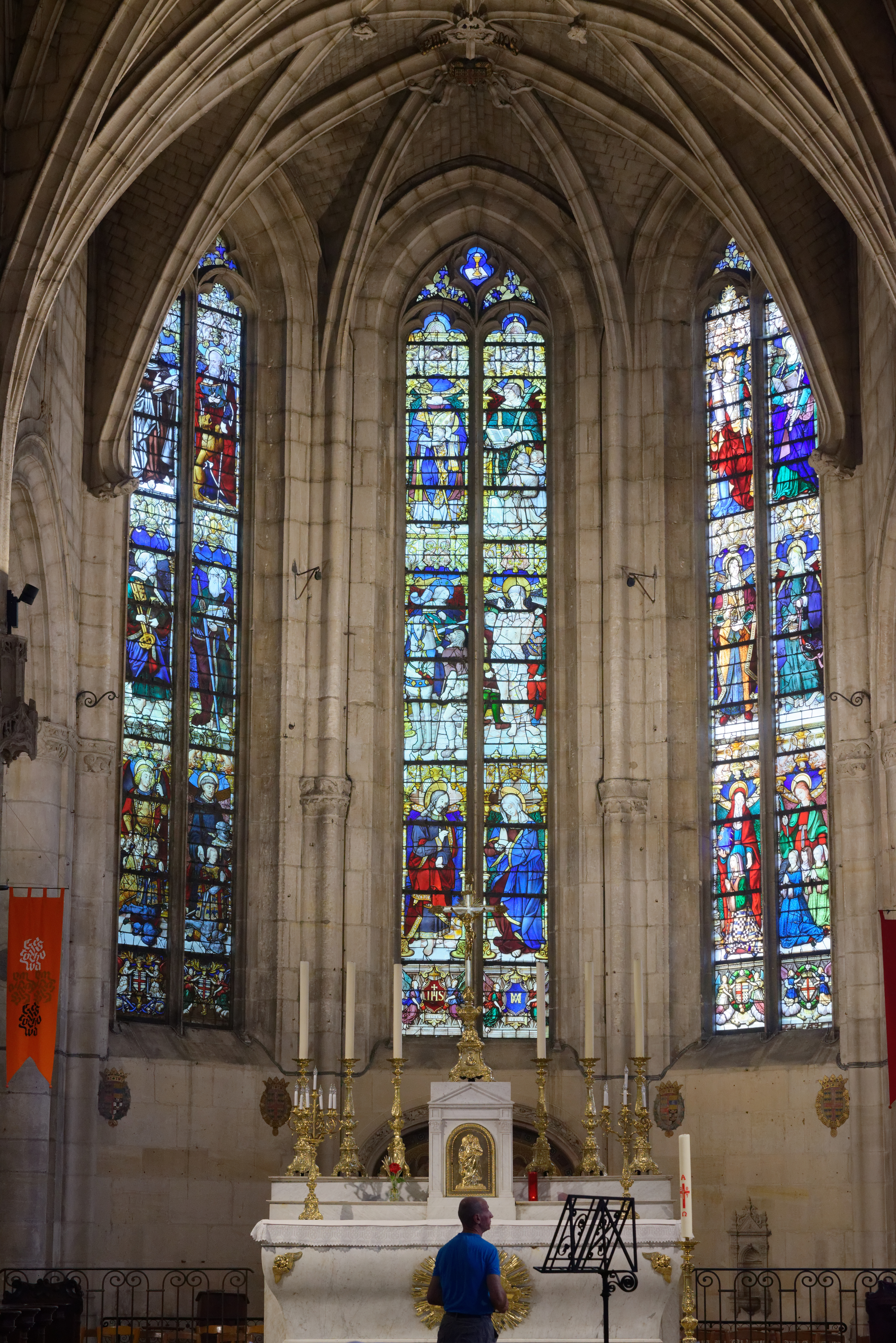
Bleiglasfenster im Chor

Die römisch-katholische Pfarrkirche Saint-Martin in Montmorency, einer Gemeinde im Département Val-d’Oise in der französischen Region Île-de-France, geht auf eine Kollegiatkirche aus dem 12. Jahrhundert zurück. Die heutige Kirche wurde im 16. Jahrhundert im Stil der Flamboyant-Gotik errichtet. Sehenswert ist die dem Patrozinum des heiligen Martin unterstellte Kirche vor allem wegen ihrer Bleiglasfenster, von denen 14 Fenster aus der Renaissance erhalten sind. Im Jahr 1840 wurde die Kirche als Monument historique in die Liste der Baudenkmäler (Base Mérimée) in Frankreich aufgenommen.

## Geschichte
Das Chorherrenstift wurde vermutlich im 12. Jahrhundert von Mathieu I. von Montmorency gegründet und sollte den Herren von Montmorency als Grablege dienen. Da er bereits 1132 Chorherren ernannte, muss die Kirche zu dieser Zeit bestanden haben. Von dieser ersten Kirche ist außer zwei Säulen und einigen Kapitellen, die heute im Museum des Louvre in Paris aufbewahrt werden, nichts mehr erhalten. 1270 ließ Mathieu IV. von Montmorency die Kirche umbauen.
Die heutige Kirche wurde um 1515 unter Guillaume de Montmorency, dem Vater von Anne de Montmorency (1493–1567), des ersten Herzogs von Montmorency, begonnen. 1521 fertigte der Zimmermann Michel Langogne den bis heute erhaltenen Dachstuhl. Beim Tod Guillaumes im Jahr 1531 waren die Apsis und die östlichen vier Joche fertiggestellt, ebenso das Nordportal und der Dachreiter. Erst ab 1558 ließ Anne de Montmorency, 1538 zum Konnetabel erhoben und seit 1551 Herzog von Montmorency, das Kirchenschiff errichten, das 1563 vollendet war. Der Architekt Jean Bullant (um 1520–1578), der die Schlösser Chantilly und Écouen im Stil der Renaissance entworfen hatte, wurde mit der Bauleitung betraut und hatte die Weisung, den gotischen Stil des Chors auch im Schiff fortzuführen. Für die Ausführung verantwortlich war Jean Desilles.
Mit dem Tod Annes im Jahr 1567 endeten die Bauarbeiten, die Fassade und der Glockenturm wurden nicht ausgeführt. In der Mitte des Kirchenschiffs wurde das prächtige Grabmal von Anne de Montmorency und seiner Gemahlin Madeleine de Savoie aufgestellt, von dem heute in Montmorency nichts mehr erhalten ist. Die marmorne Liegefigur des Konnetabel befindet sich heute im Museum des Louvre in Paris. Die Nachfolger von Anne de Montmorency ließen sich nicht mehr in der Kirche bestatten. 1617 übergab Henri II. von Montmorency (1595–1632) die Kirche den Oratorianern, die die Stelle der Chorherren einnahmen. Die Kirche wurde außerdem als Pfarrkirche genutzt.
Während der Französischen Revolution wurde die Kirche geplündert, die Gräber profaniert und die Adelswappen in den Fenstern zerschlagen. Von 1875 bis 1910 fand unter der Leitung des Architekten Lucien Magne (1849–1916) eine umfangreiche Renovierung des Gebäudes statt. Eine weitere Sakristei wurde angebaut, der Glockenturm und die Westfassade im Stil der Neogotik errichtet. Die Renaissancefenster wurden restauriert und teilweise ergänzt. In den westlichen Jochen des Langhauses wurden die bisher weißen Fenster durch Bleiglasfenster ersetzt.

## Architektur

### Außenbau

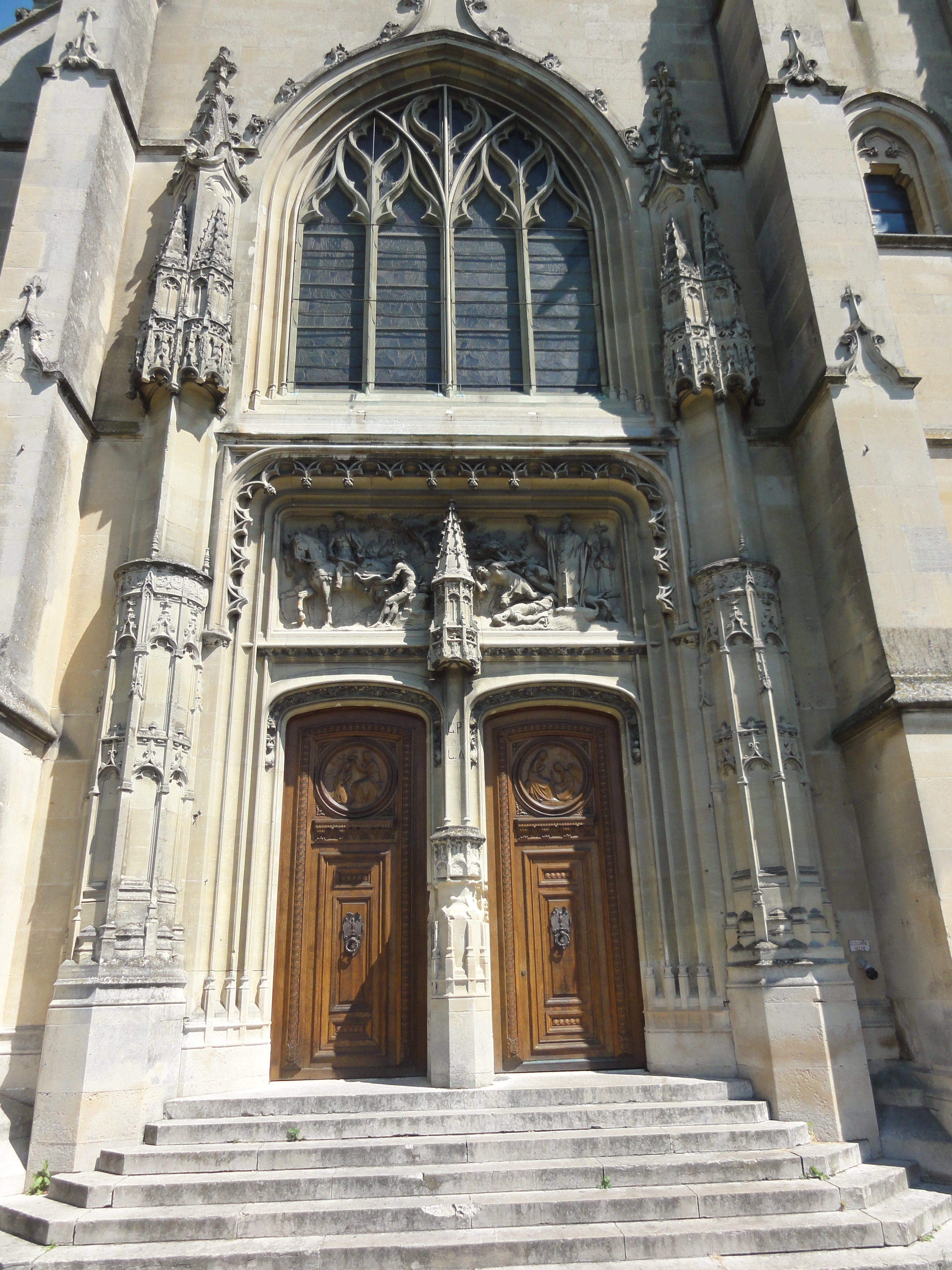
Westportal

Die Außenmauern werden von Strebepfeilern gegliedert, die an der Südseite mit Phantasiewesen verziert sind. Teilweise sind Nischen eingeschnitten, die ursprünglich mit Heiligenfiguren besetzt waren. Die Apsis wird von großen, neun Meter hohen Spitzbogenfenstern durchbrochen.
Im Süden der Westfassade erhebt sich der 42 Meter hohe, neugotische Glockenturm. Das Westportal ist mit zwei Reliefs des Bildhauers Hippolyte Lefèbvre verziert. Sie wurden 1909 angebracht und stellen den Kirchenpatron, den heiligen Martin von Tours dar, der seinen Mantel mit einem Bettler teilt und einen heidnischen Baum fällen lässt. Die Mitte der Westfassade nimmt ein großes, vierbahniges, gotisch inspiriertes Maßwerkfenster ein.
Das Nordportal war bis zum Ende des 17. Jahrhunderts der einzige Zugang zur Kirche. Es stammt aus dem 16. Jahrhundert, die Türflügel aus Eichenholz sind mit Figuren, Masken, Putten und Phantasiewesen verziert. Über dem Portal öffnet sich ein großes Maßwerkfenster.

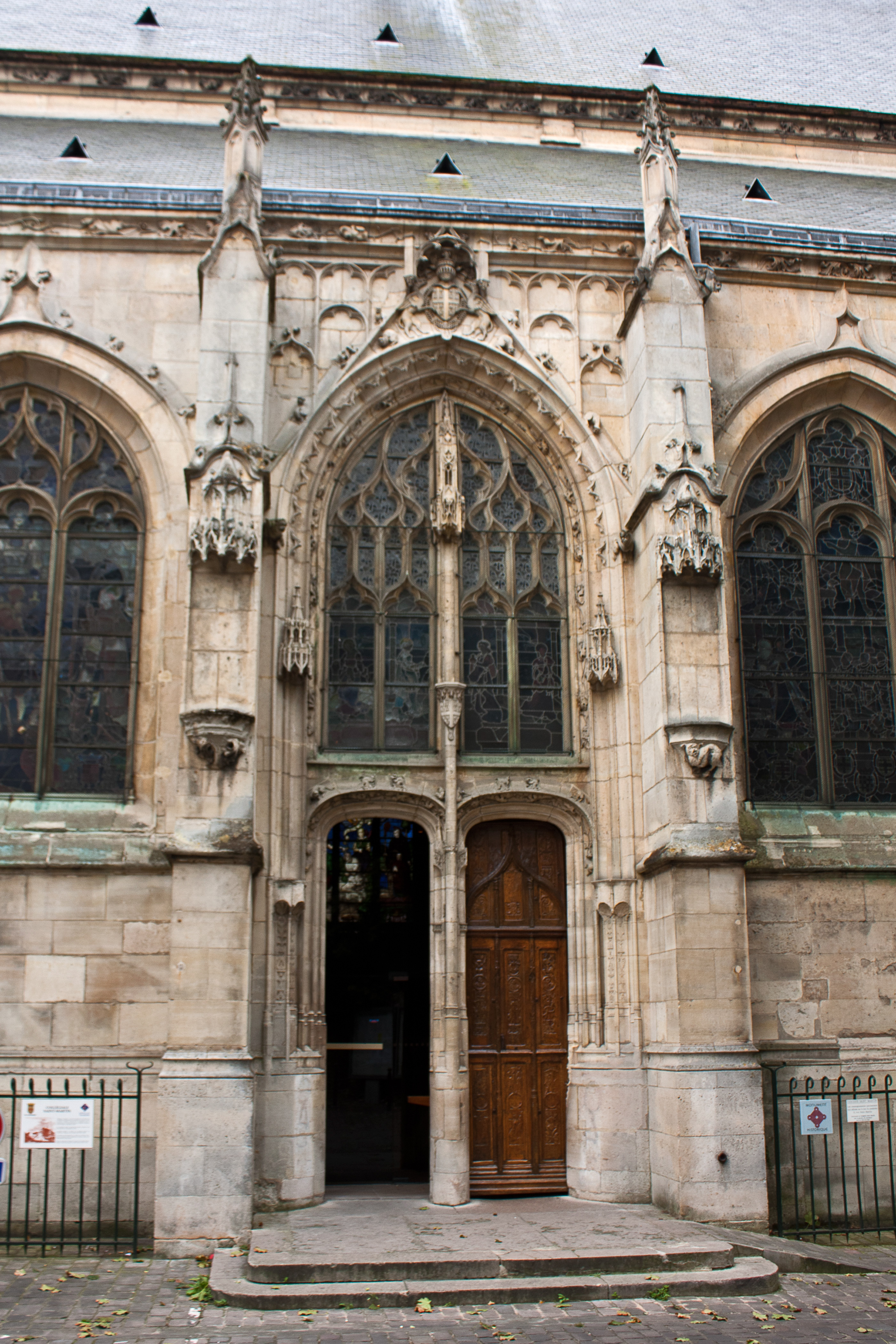
Nordportal
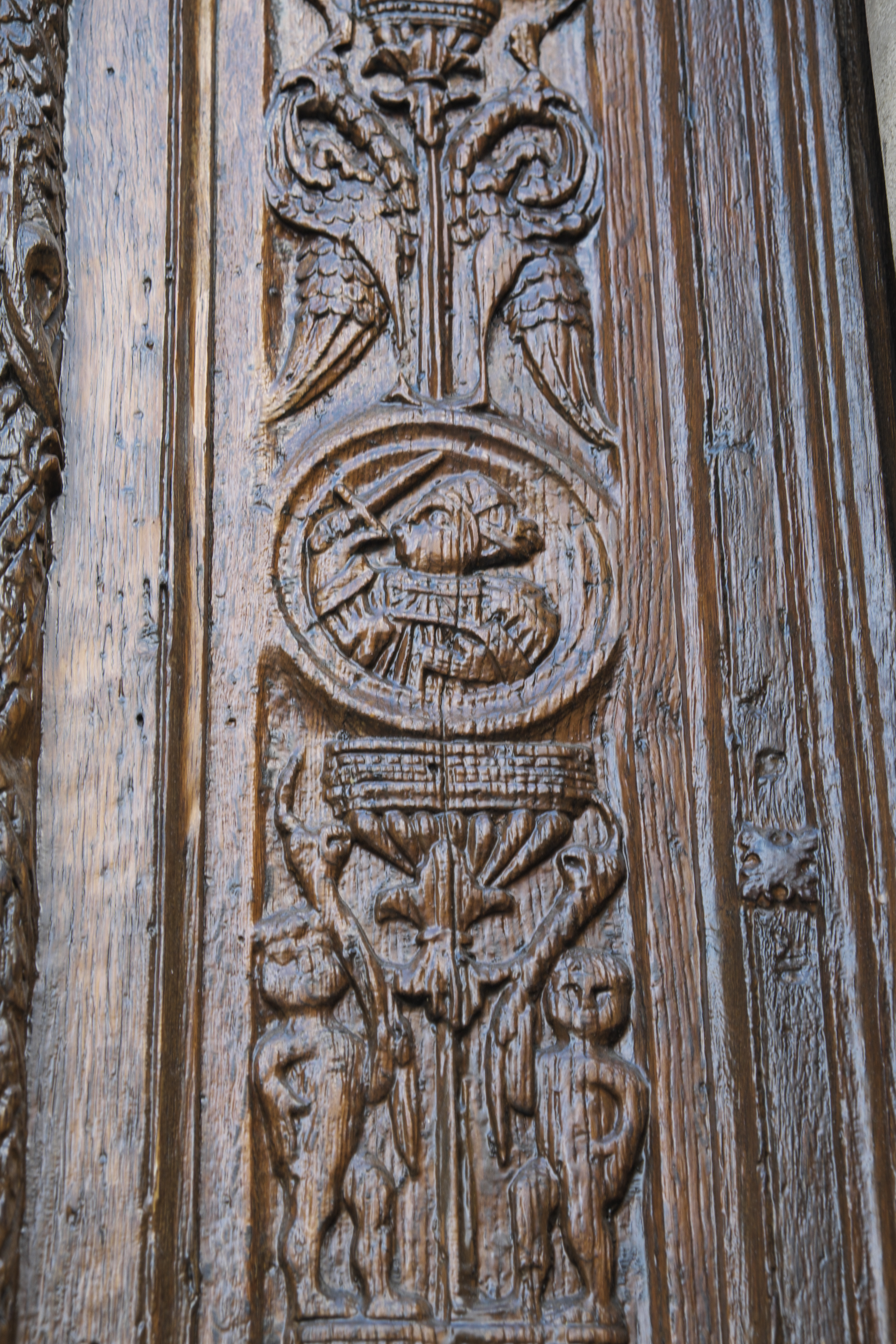
Türflügel am Nordportal
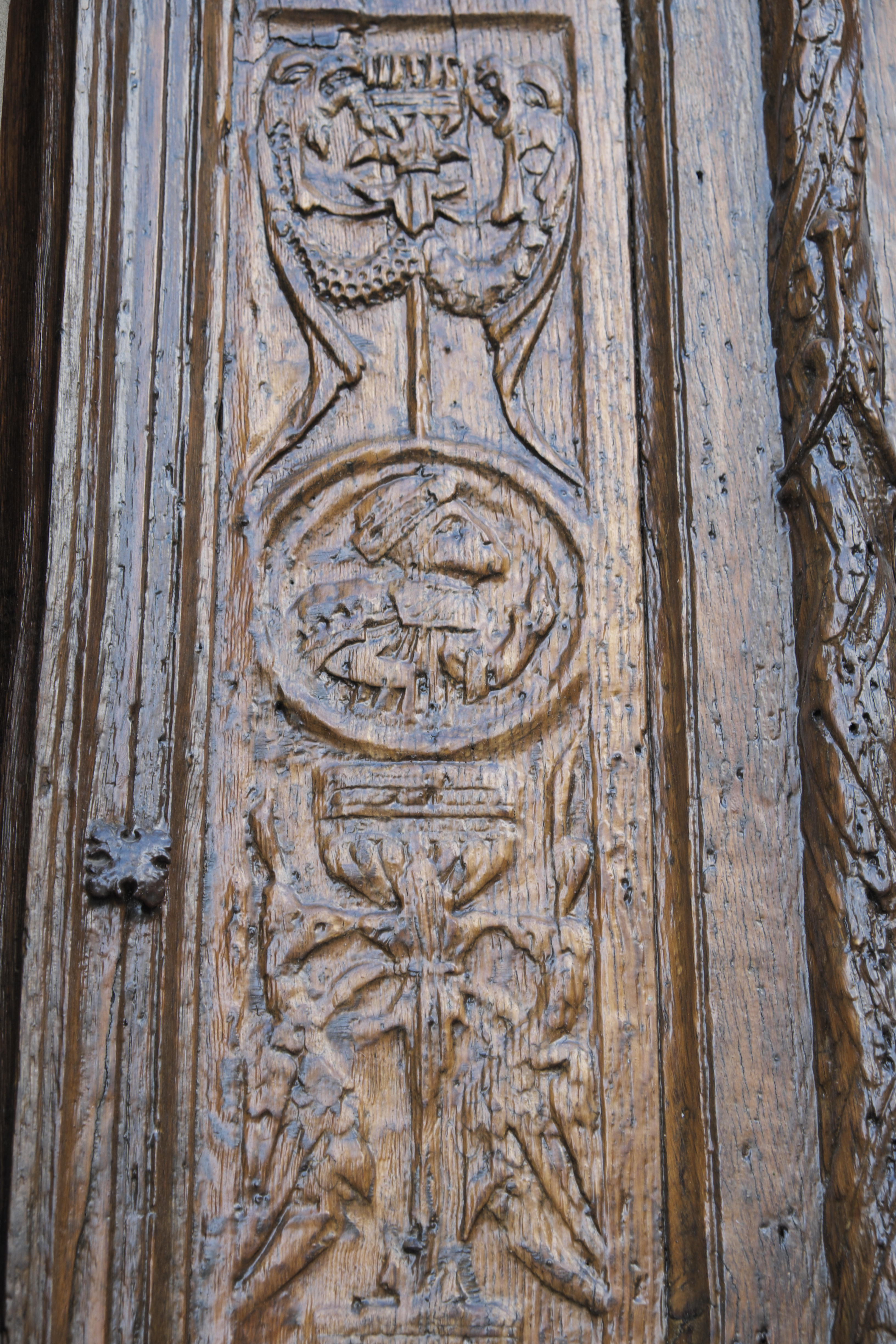
Türflügel am Nordportal
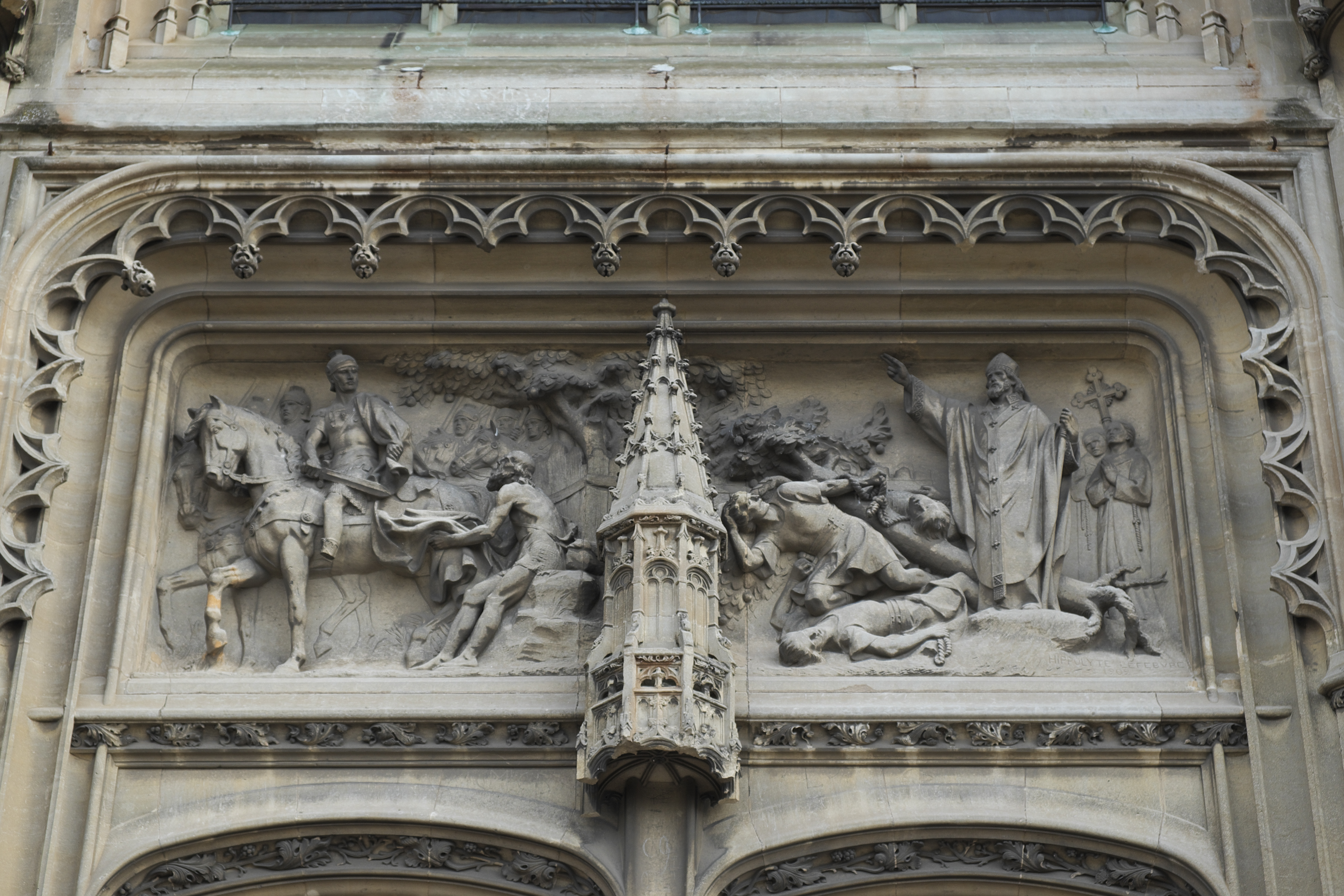
Relief am Westportal

### Innenraum

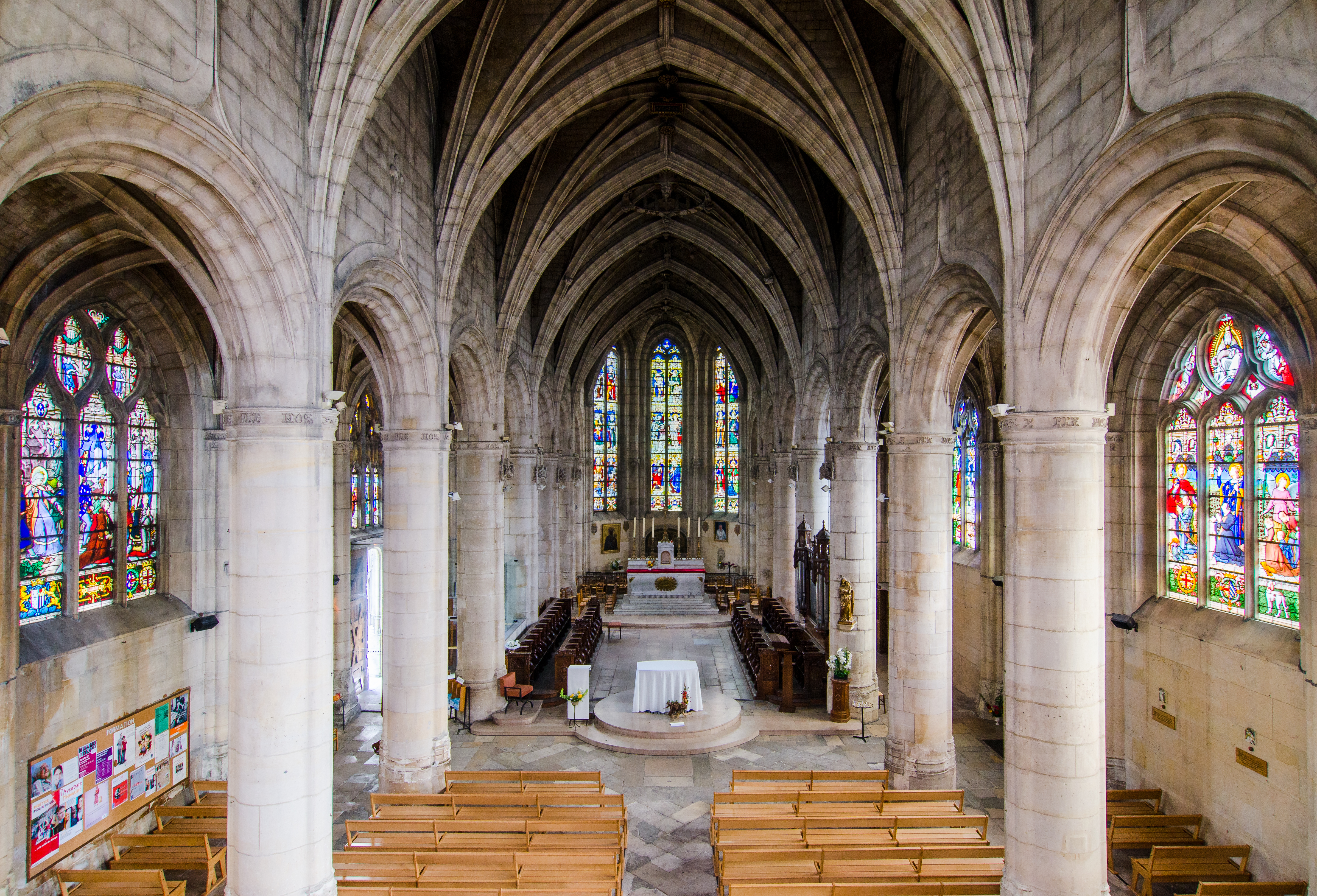
Innenraum

Das Langhaus ist dreischiffig, das Mittelschiff mündet im Osten in einen Chor mit polygonalem Schluss. Ein Querhaus gibt es nicht.
Auf den Schlusssteinen des Chors sind die Wappen der Familie Montmorency und Pot zu erkennen. Guillaume de Montmorency, der den Chor erbauen ließ, war mit Anne Pot verheiratet. Die Schlusssteine des Schiffs tragen die Wappen von Anne de Montmorency und seiner Gemahlin Madeleine de Savoie. Auf einem Schlussstein ist die Jahreszahl 1563 zu lesen, auf einem anderen die Devise von Anne de Montmorency „APLANOS“.

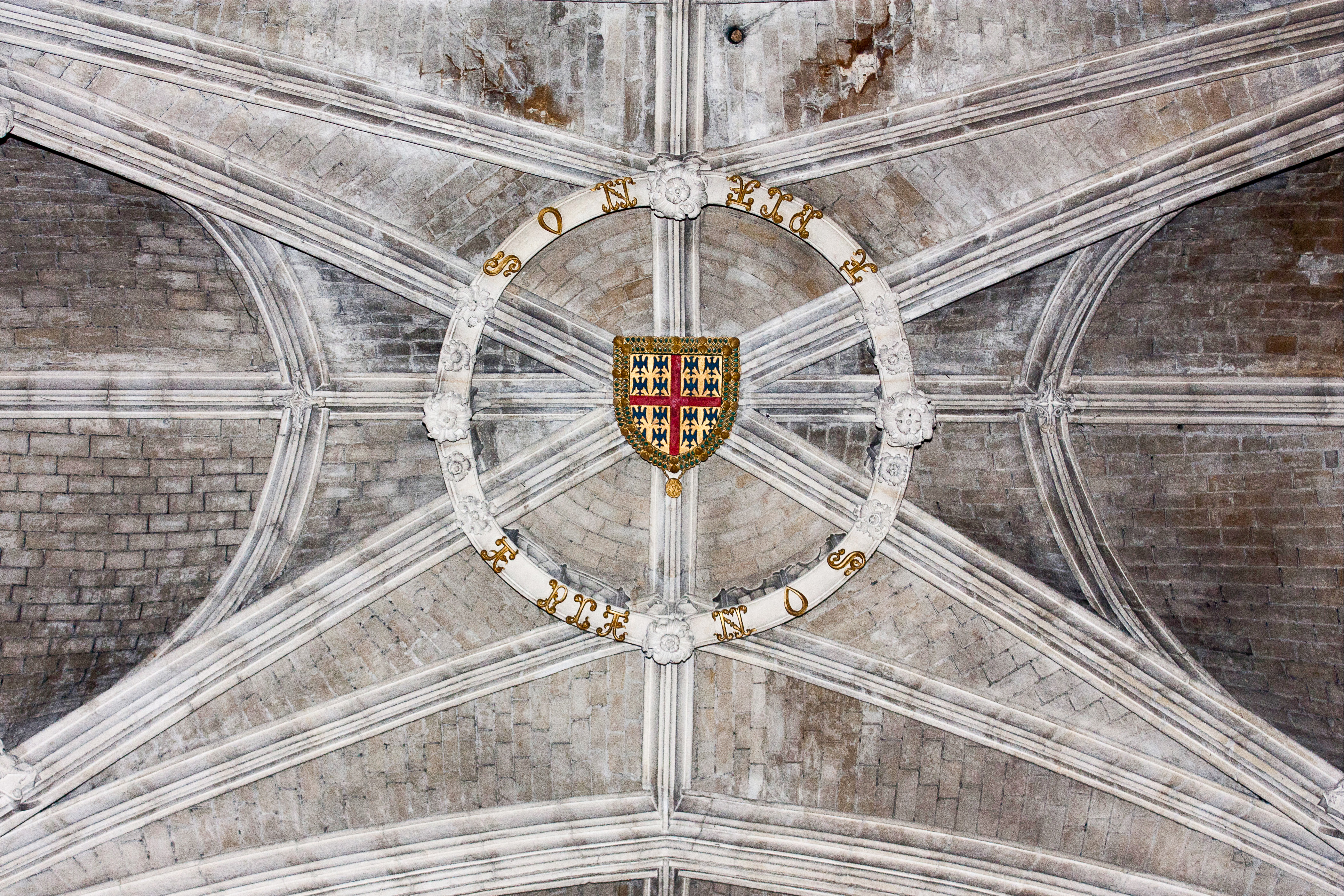
Schlussstein mit dem Wappen von Anne de Montmorency und seiner Devise „APLANOS“
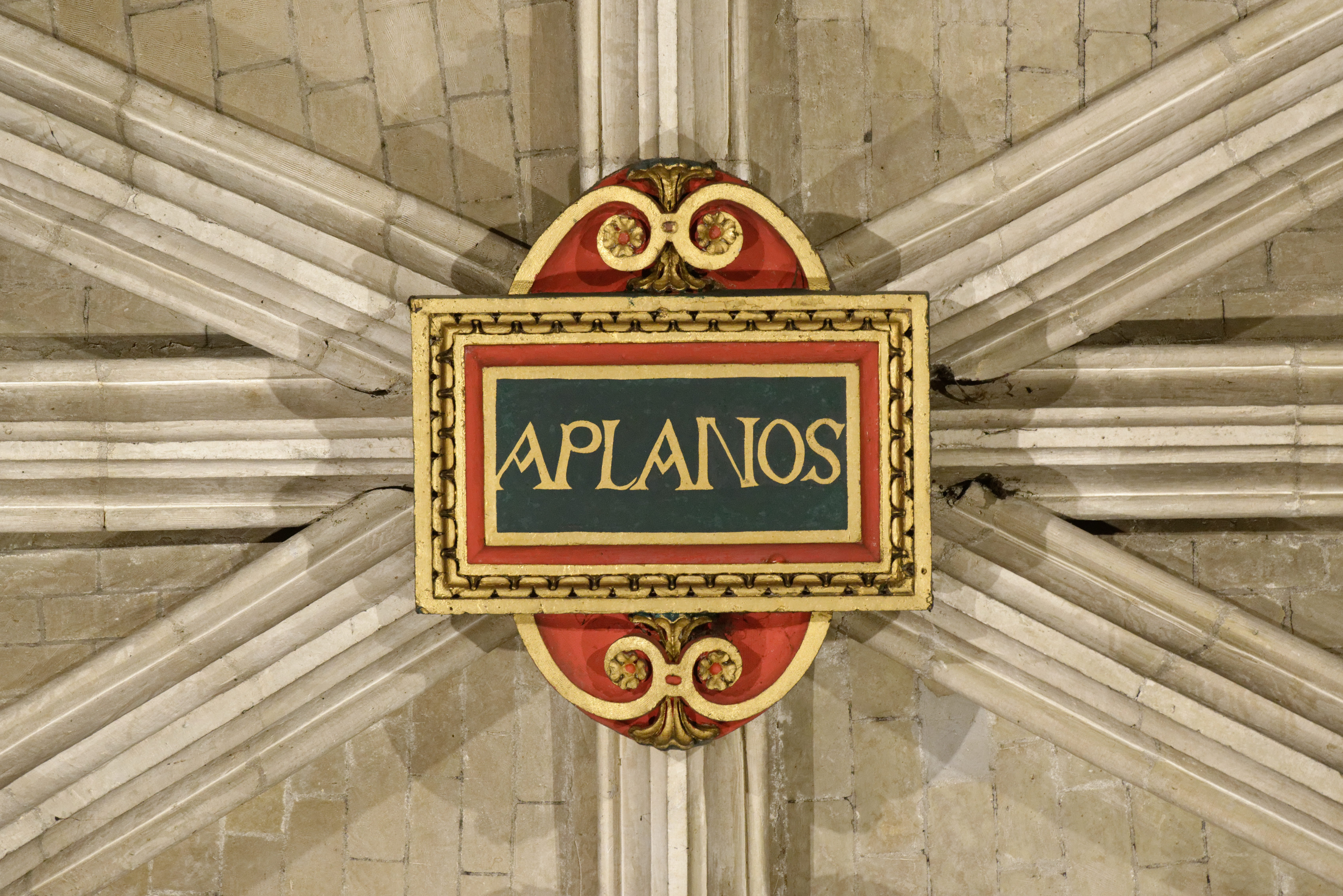
Schlussstein mit der Devise „APLANOS“
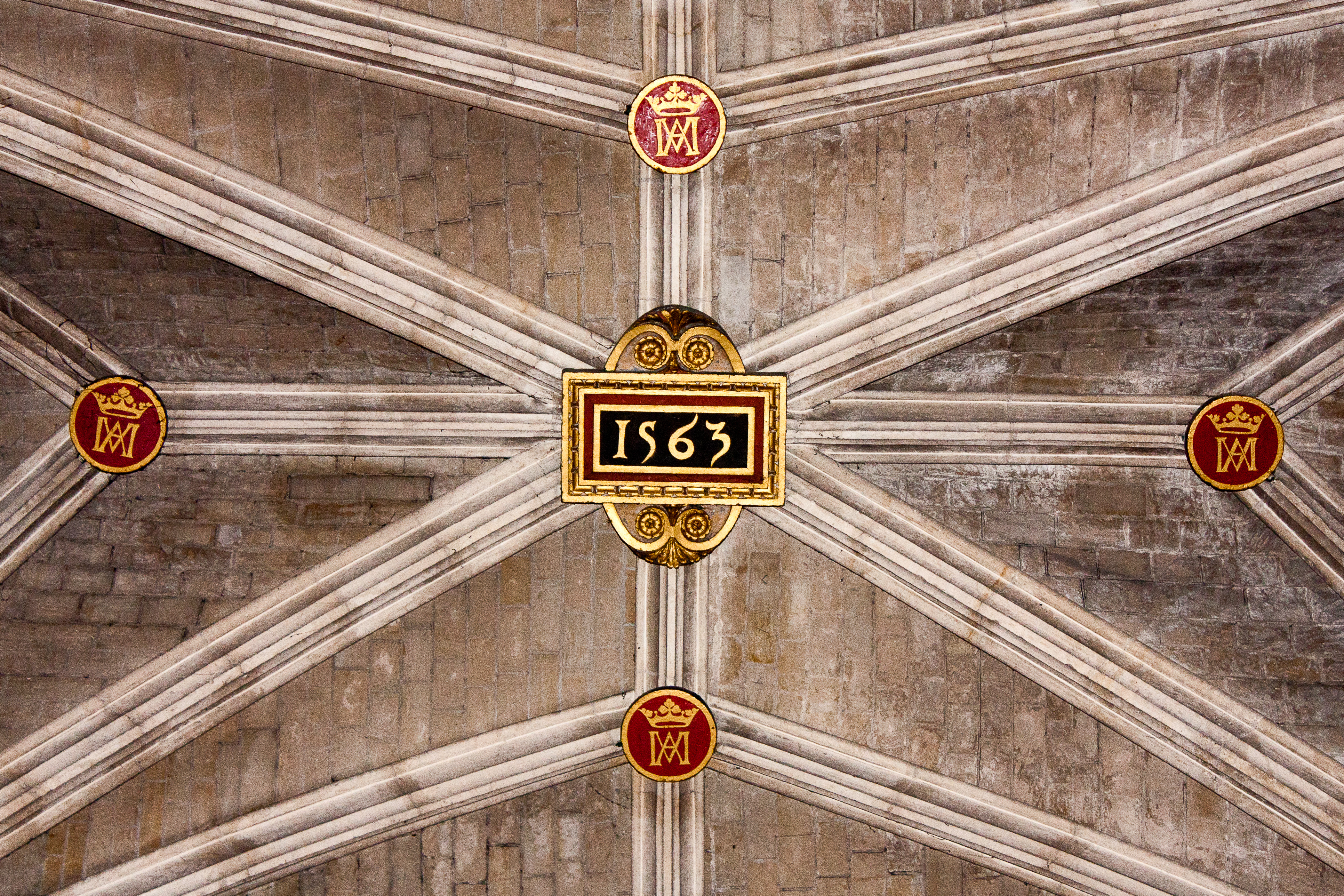
Schlussstein mit der Jahreszahl 1563

## Bleiglasfenster

### Renaissancefenster

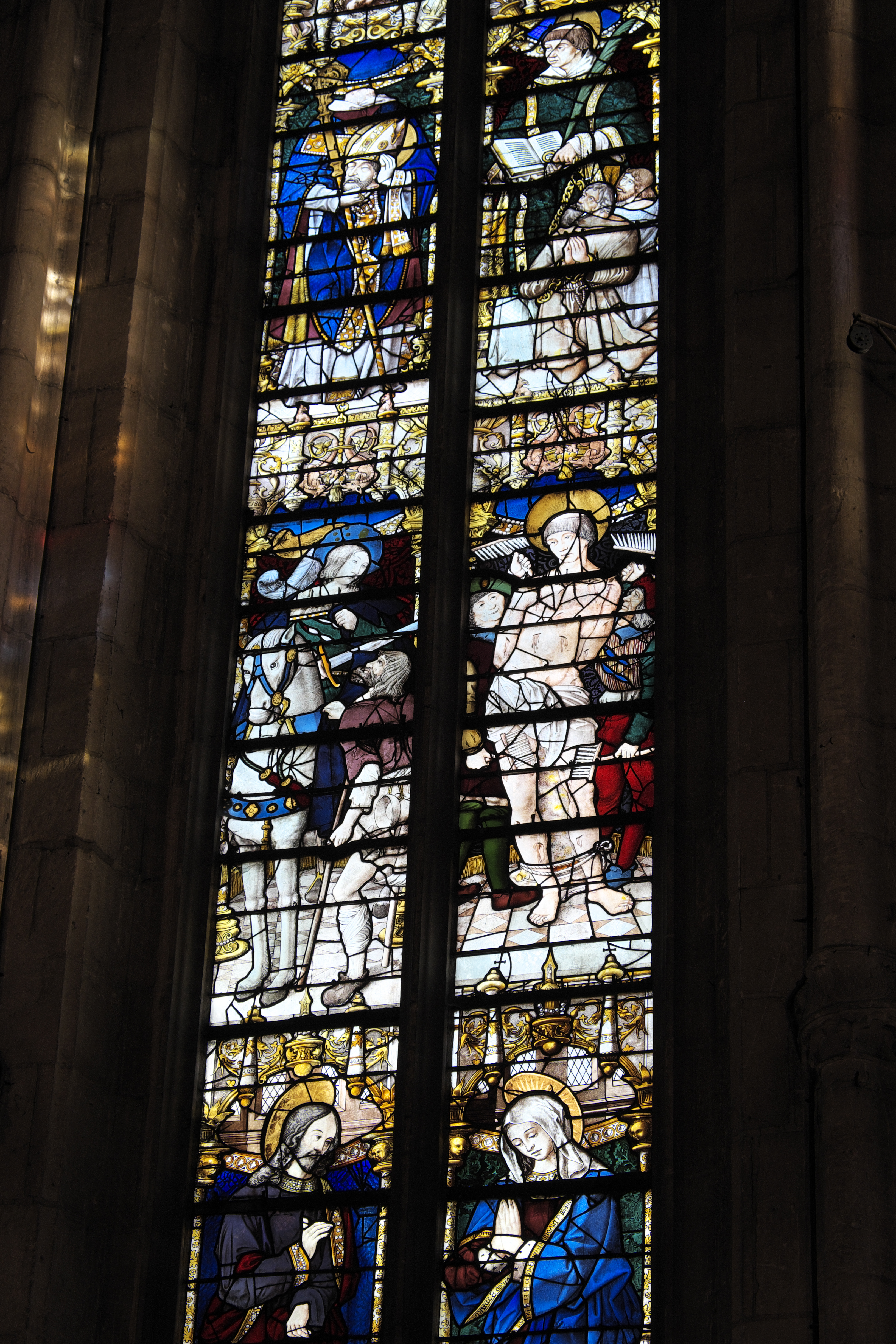
Mittleres Chorfenster

Die ältesten Bleiglasfenster befinden sich im Chor und den östlichen Jochen des Schiffes. Zwölf Fenster wurden zwischen 1524 und 1545 geschaffen, die beiden Fenster von Anne de Montmorency und seiner Gemahlin stammen von 1563.
- Mittleres Chorfenster (Fenster 0): Das mittlere Chorfenster weist die Jahreszahl 1524 auf. Es wurde 1860 von der Glasmalerei Ména in Paris restauriert. In den unteren Feldern sind Jesus und Maria dargestellt, darüber die beiden Schutzpatrone der Kirche, der heilige Martin von Tours und der heilige Felix. In den oberen Feldern sind der heilige Dionysius von Paris und der heilige Leonhard zu erkennen.
- Fenster von Guillaume de Montmorency (Fenster 1): Das linke Chorfenster stellt Guillaume de Montmorency dar, der neben seinen fünf Söhnen kniet. Hinter Guillaume steht Wilhelm von Aquitanien, hinter seinen Söhnen der Erzengel Michael. Auf den darüberliegenden Scheiben sieht man die Apostel Petrus und Paulus und ganz oben den heiligen Theobald und den heiligen Hieronymus.
- Fenster von Anne Pot (Fenster 2): Anne Pot war die Gemahlin von Guillaume de Montmorency. Sie ist mit ihren drei Töchtern und den Schutzheiligen, der heiligen Anna und der heiligen Katharina, dargestellt. In der Mitte sind Maria Magdalena und die heilige Martha zu erkennen, oben die heilige Barbara und die heilige Genoveva. Das Fenster wurde 1861 großenteils erneuert.

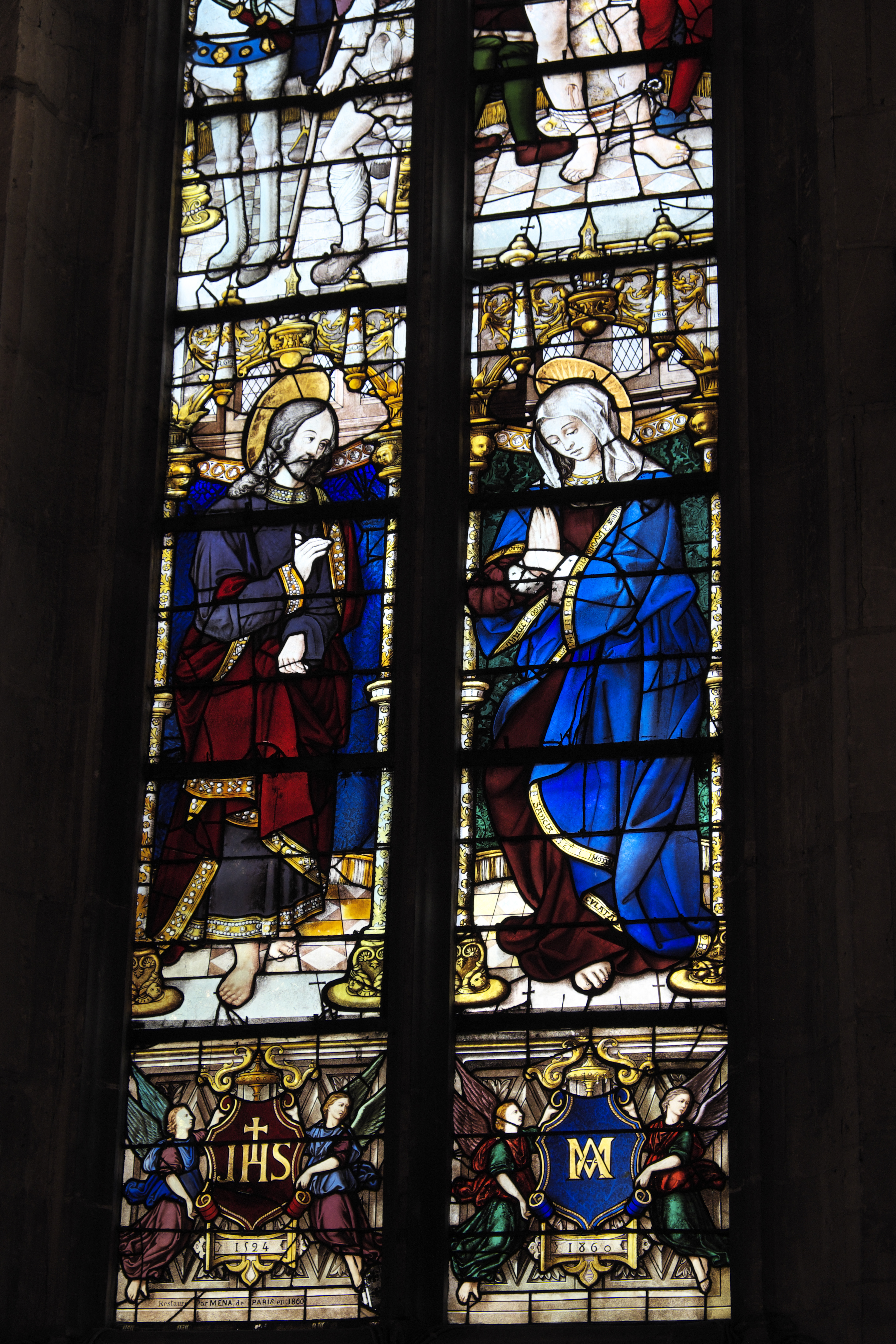
Mittleres Chorfenster, Jesus und Maria
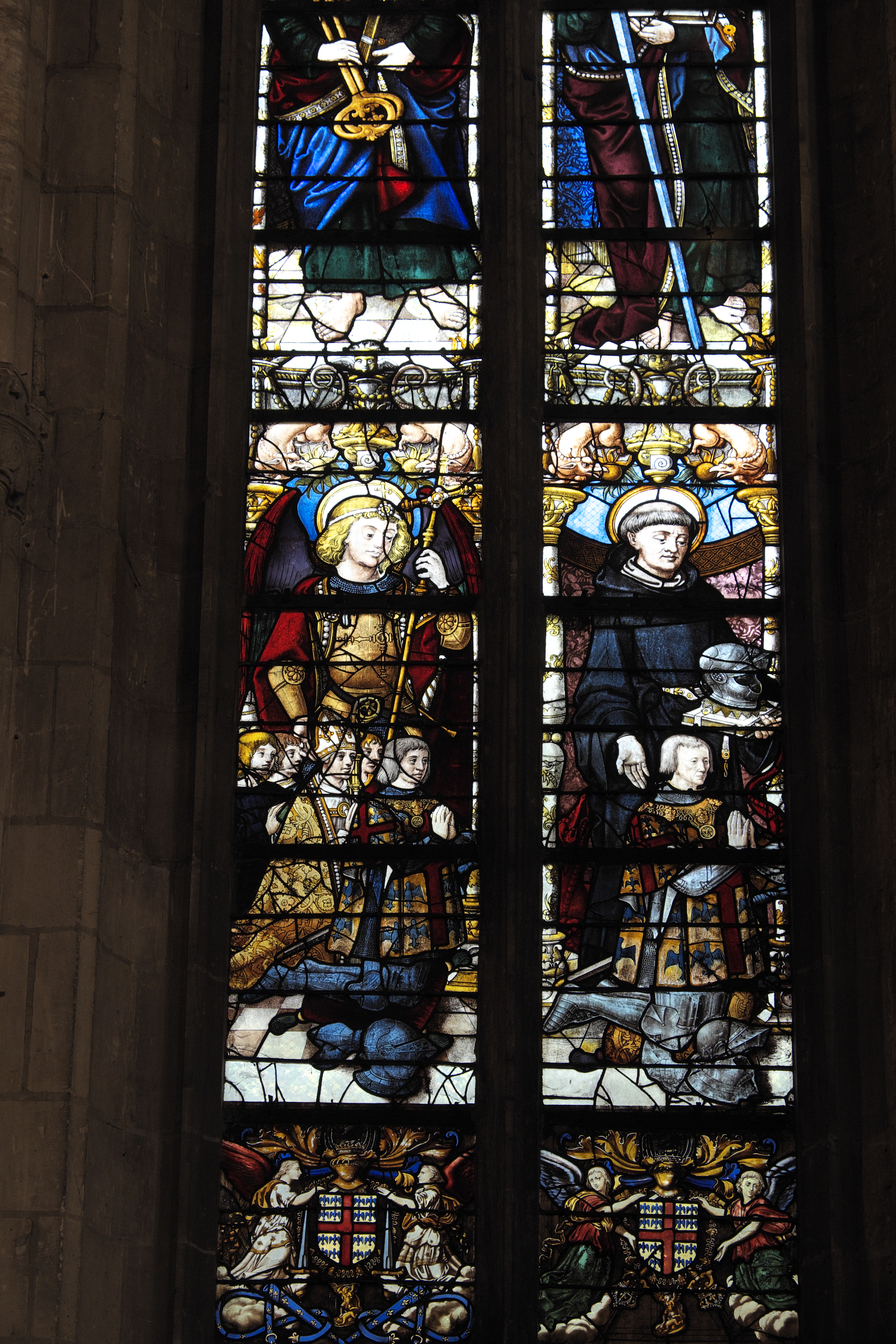
Fenster 1, Stifter und Schutzpatrone
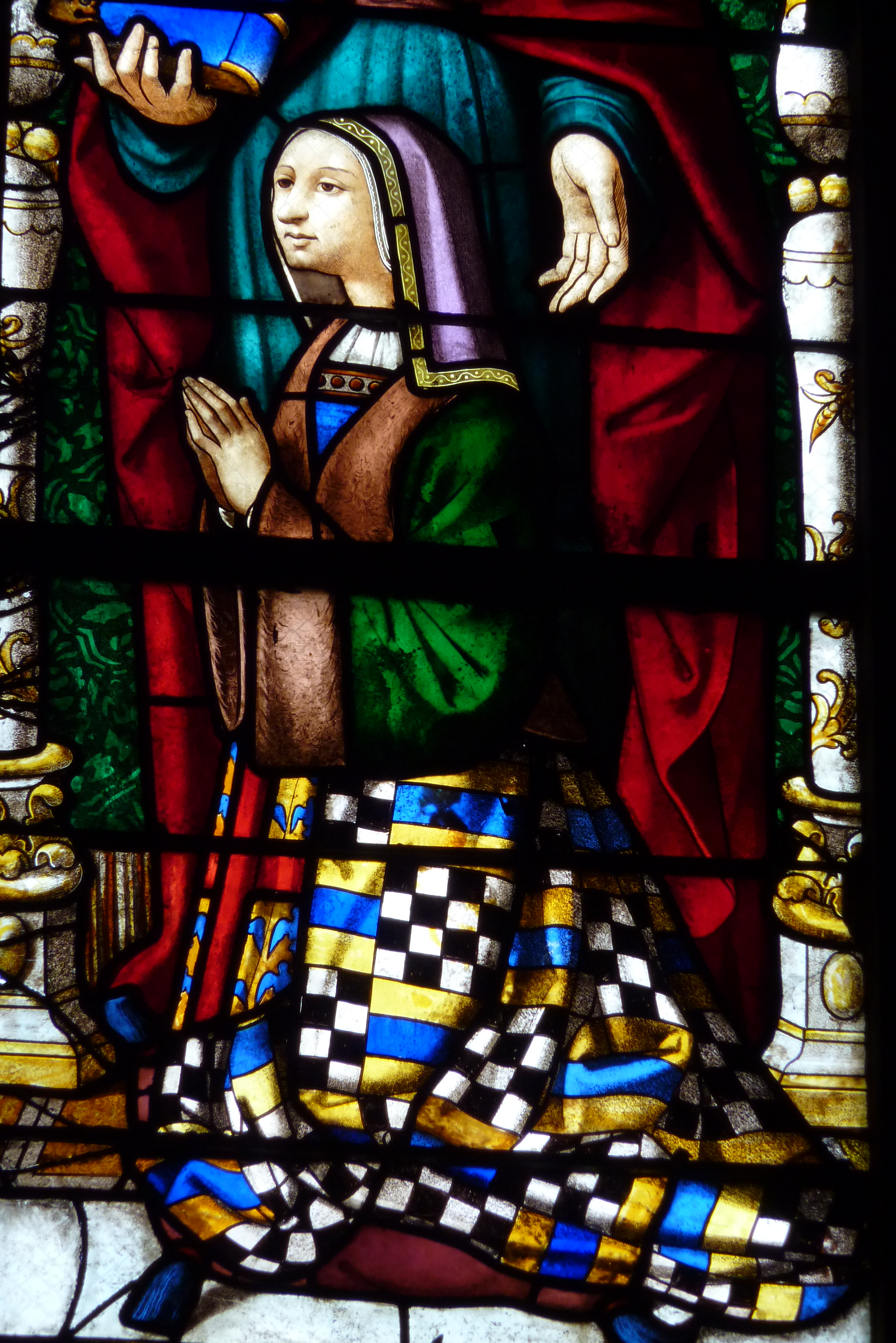
Fenster 2, Anne Pot

- Fenster des jungen Anne de Montmorency (Fenster 3): Auf dem Fenster ist Anne de Montmorency als junger Mann dargestellt. Er kniet vor einer Madonna mit Kind, hinter ihm steht die heilige Barbara. Nach Louis Grodecki wurde das Fenster von Jean de Montmorency gestiftet und stellt ihn als Stifter dar.[2]
- Fenster von François de Rochepot (Fenster 4): François de Rochepot war der Sohn von Guillaume und der Bruder von Anne de Montmorency. Rechts kniet der Stifter vor Françoise d’Amboise, die linke Seite nimmt die Szene der Beweinung Jesu mit Maria und Johannes ein.

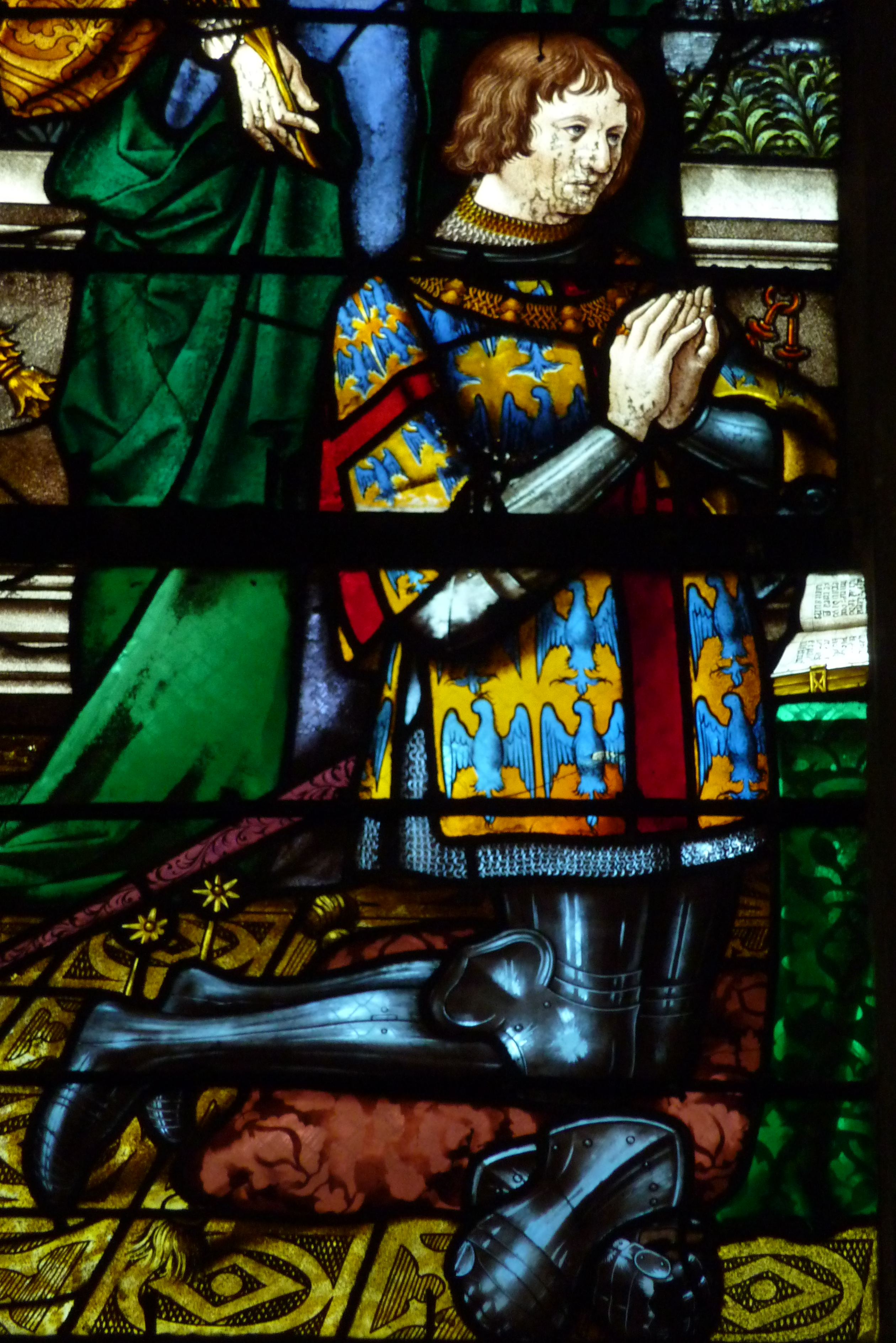
Fenster 3, Anne de Montmorency
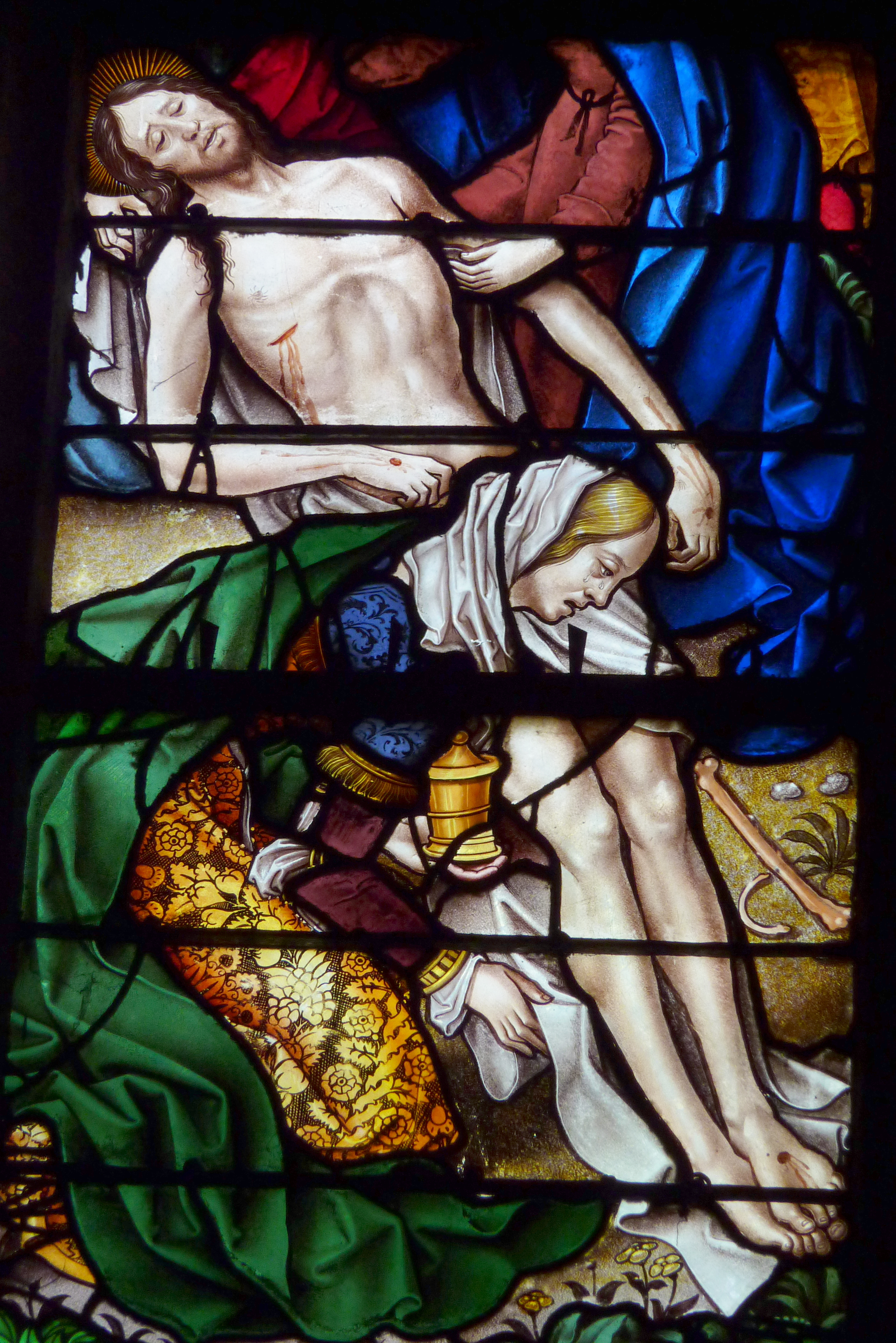
Fenster 4, Beweinung Jesu
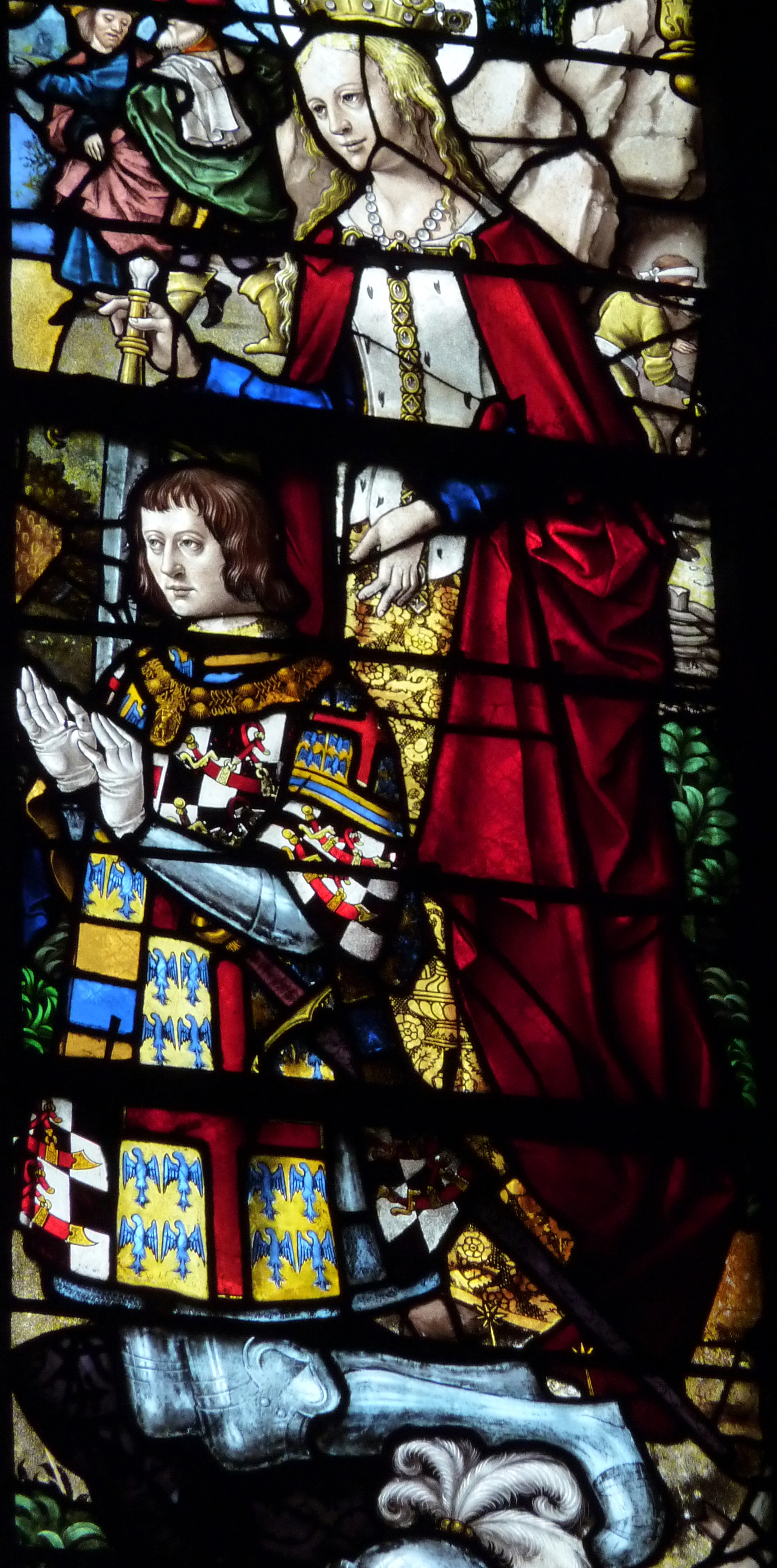
Fenster 4, François de Rochepot und die selige Françoise d’Amboise
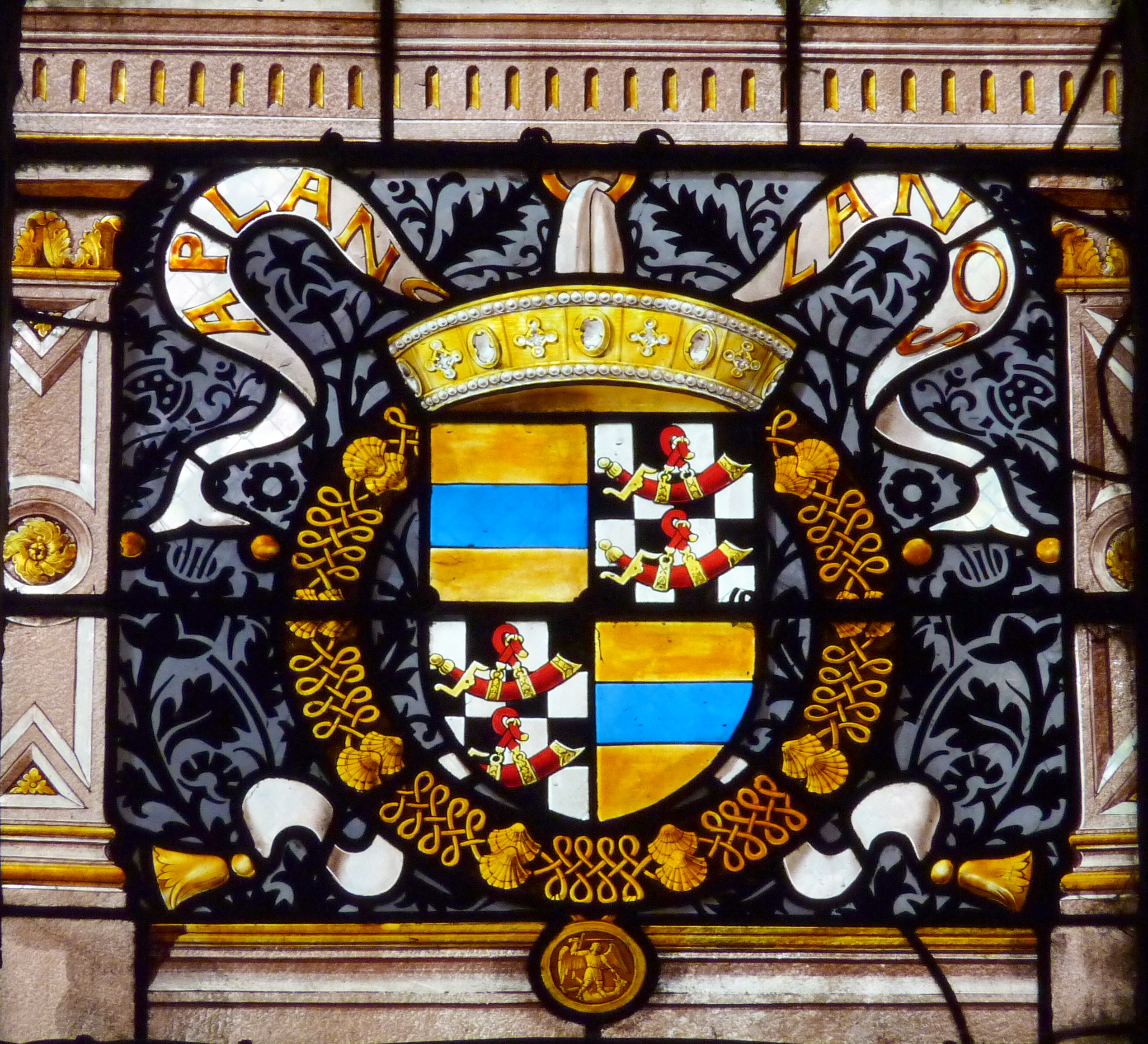
Fenster 4, Wappen

- Fenster von Anne de Montmorency und Guy de Laval (Fenster 5): Das dreibahnige Fenster wurde von Anne de Montmorency, der Schwester des Konnetabels mit dem gleichen Vornamen, und ihrem Mann Guy XVI. de Laval gestiftet. Auf den beiden linken Lanzetten sind die Stifter mit ihren beiden Schutzpatronen, der heiligen Anna, die Maria im Lesen unterweist, und dem heiligen Hieronymus, dargestellt. Die rechte Lanzette zeigt Maria Magdalena unter dem Kreuz.
- Fenster von Marie-Louise de Montmorency und Gaspard de Coligny (Fenster 6): Marie-Louise war die älteste Tochter von Guillaume de Montmorency. Sie und ihr Ehemann Gaspard de Coligny waren die Eltern der Hugenottenführer Gaspard II. und Odet de Coligny. Das Fenster wurde im 19. Jahrhundert weitgehend erneuert. Gaspard de Coligny steht unter dem Schutz des Erzengels Michael, hinter seiner Gemahlin steht der französische König Ludwig der Heilige.

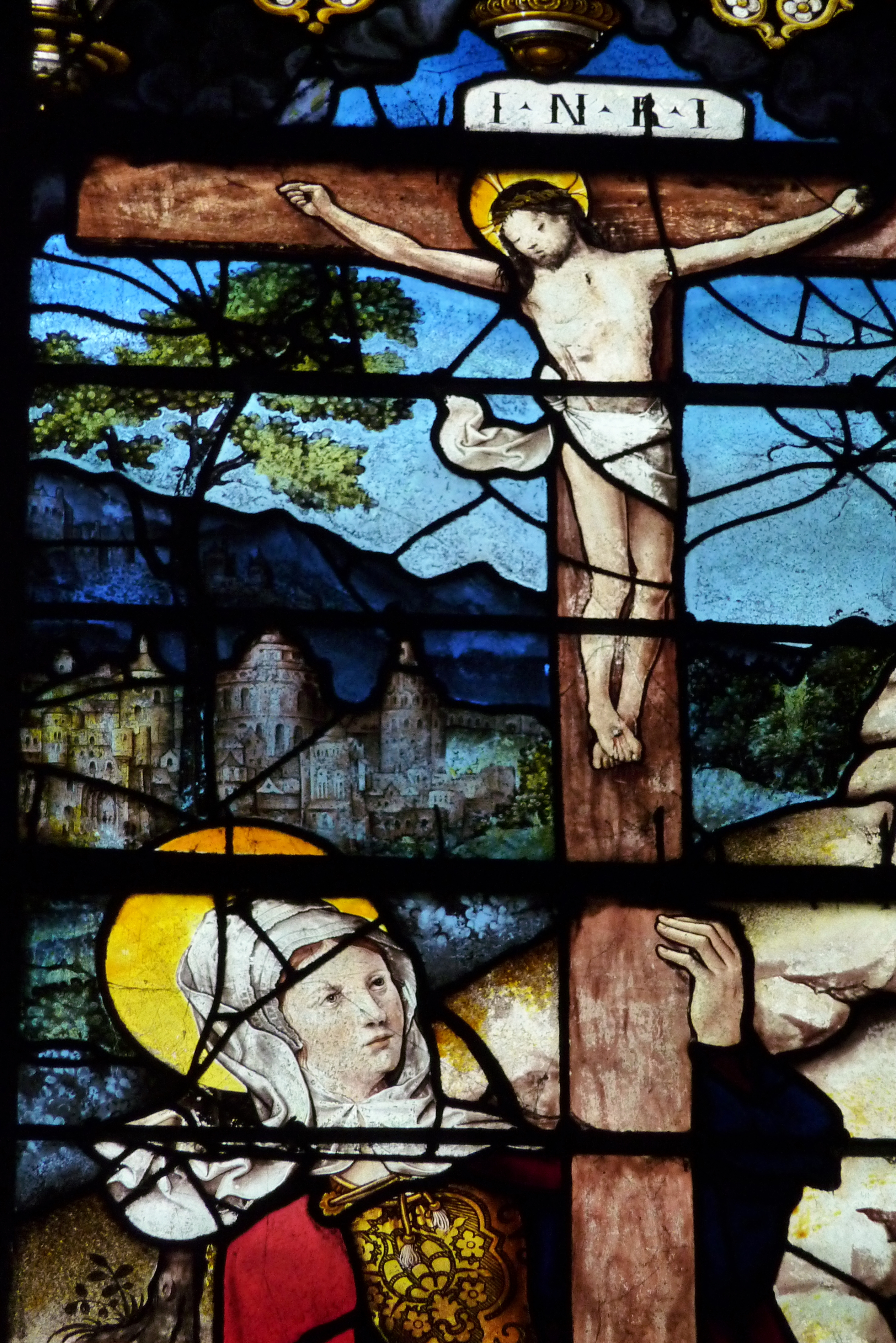
Fenster 5, Maria Magdalena unter dem Kreuz
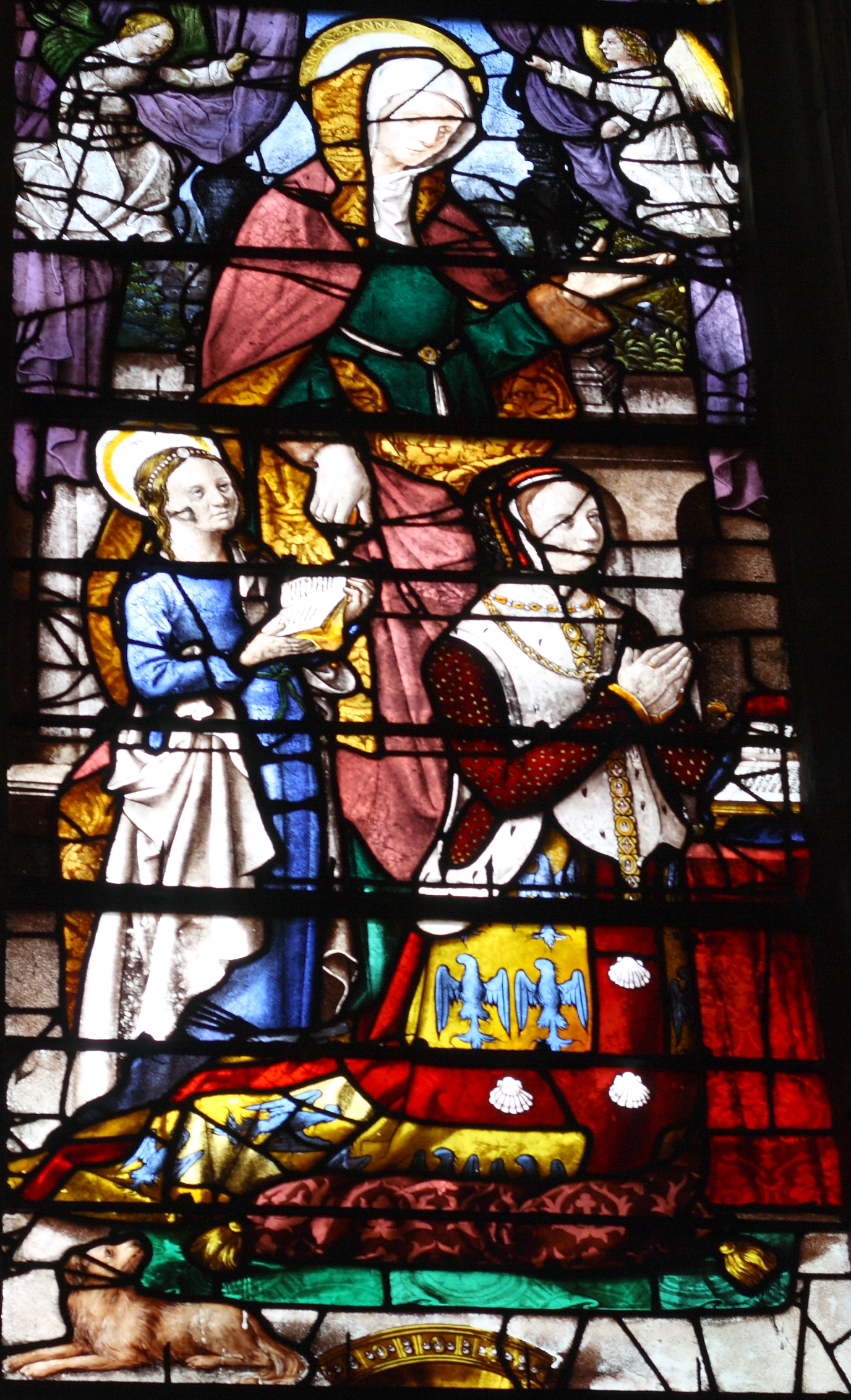
Fenster 5, Unterweisung Mariens und Stifterin
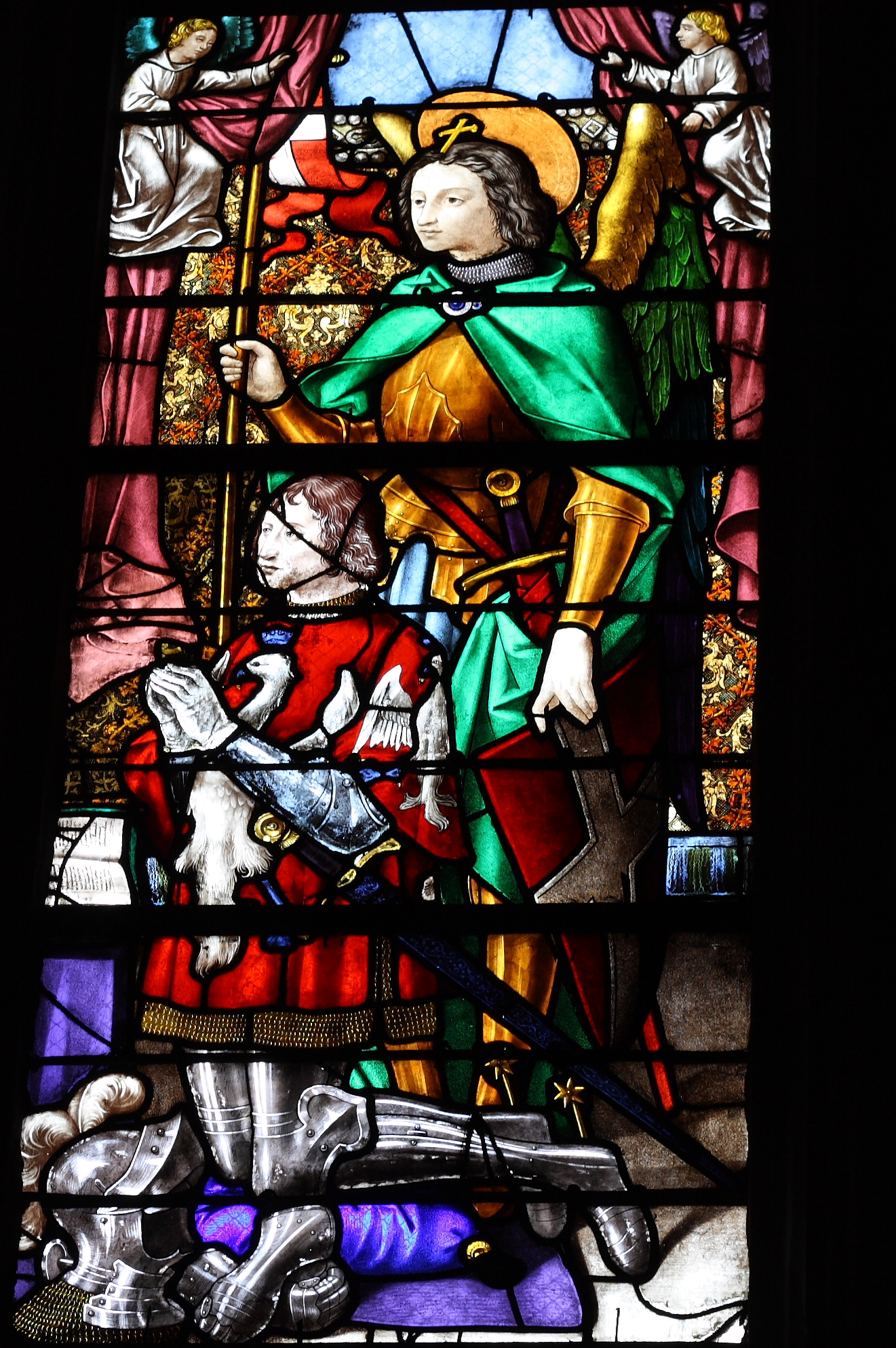
Fenster 6, Gaspard de Coligny und der Erzengel Michael
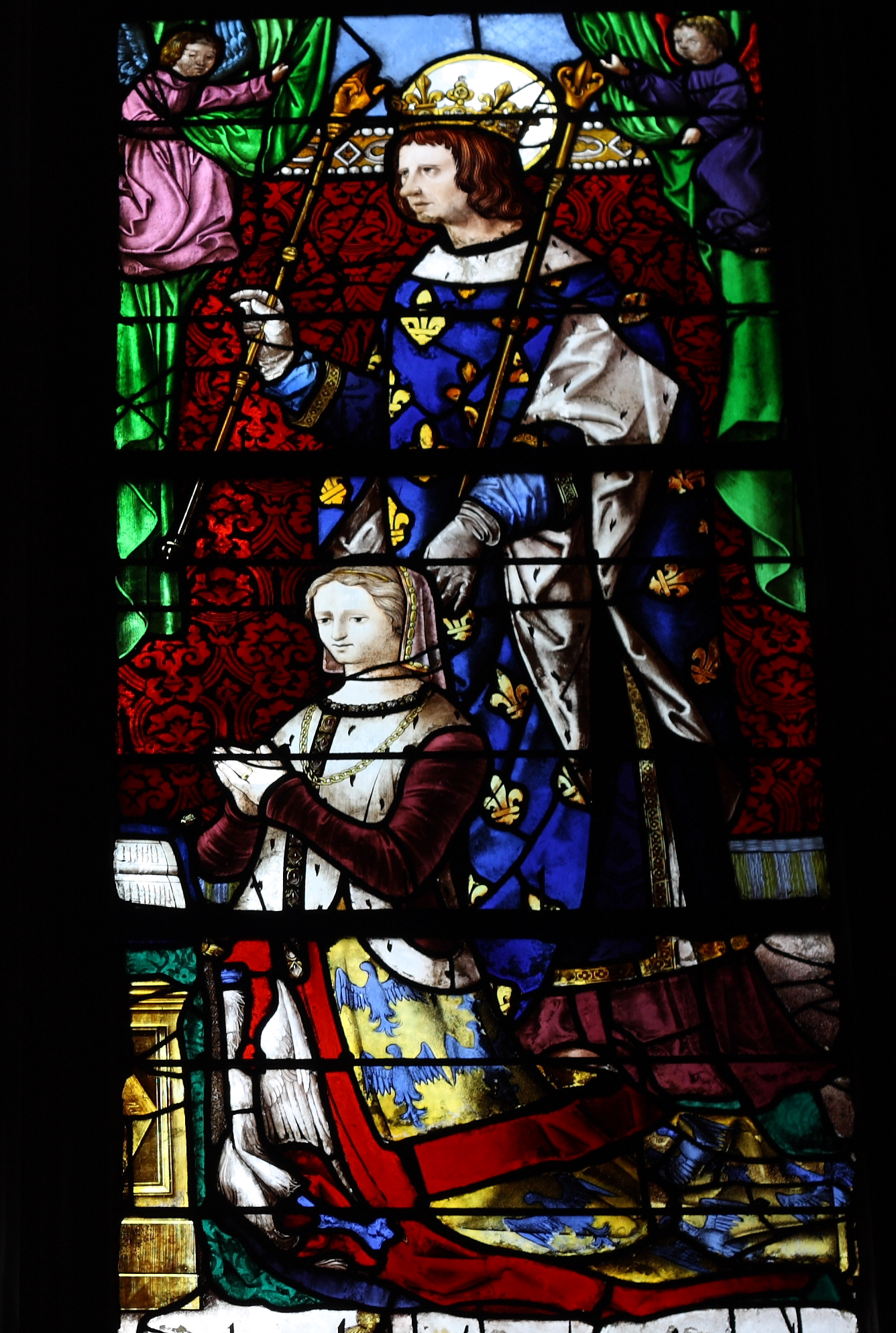
Fenster 6, Marie-Louise de Montmorency und Ludwig der Heilige

- Fenster von Charles de Villiers de l’Isle-Adam (Fenster 7): Charles de Villiers de l’Isle-Adam war ein Cousin von Anne de Montmorency und führte als Bischof von Beauvais den Titel Pair von Frankreich. Das Fenster wurde von dem Glasmaler Engrand Leprince aus Beauvais ausgeführt. Im Hintergrund des Bischofs steht Karl der Große, dem der Maler die Züge des Kaisers Karl V. verliehen hat. Die mittlere Lanzette nimmt eine Madonna mit Kind ein, rechts sieht man den heiligen Hadrian. In das Fenster des Maßwerks sind 13 Medaillons mit Köpfen von Kriegern in Grisaille-Technik eingefügt. Die Wappen in den unteren Feldern sind die einzigen, die während der Französischen Revolution nicht zerschlagen wurden.
- Fenster von Guillaume Gouffier (Fenster 8): Guillaume Gouffier war in zweiter Ehe mit Philippe de Montmorency, einer Schwester von Guillaume de Montmorency, verheiratet. Auf der linken Lanzette ist der Stifter mit zwei seiner Söhnen und dem heiligen Wilhelm von Aquitanien dargestellt. Auf der mittleren Lanzette sind ein Kardinal und ein Abt mit dem heiligen Adrian von Nikomedien zu sehen und auf der rechten Lanzette knien zwei Äbte vor dem heiligen Benedikt von Nursia.
- Fenster von François de Dinteville (Fenster 9): François de Dinteville war Bischof von Auxerre. Er ist der einzige Stifter, der nicht zur Familie Montmorency gehört. Auf der linken Lanzette kniet François de Dinteville vor seinem Schutzpatron, dem heiligen Franziskus, der die Wundmale Christi trägt. In der Mitte ist der heilige Christophorus dargestellt, auf der rechten Lanzette der heilige Stephanus, der Schutzpatron der Kathedrale von Auxerre.

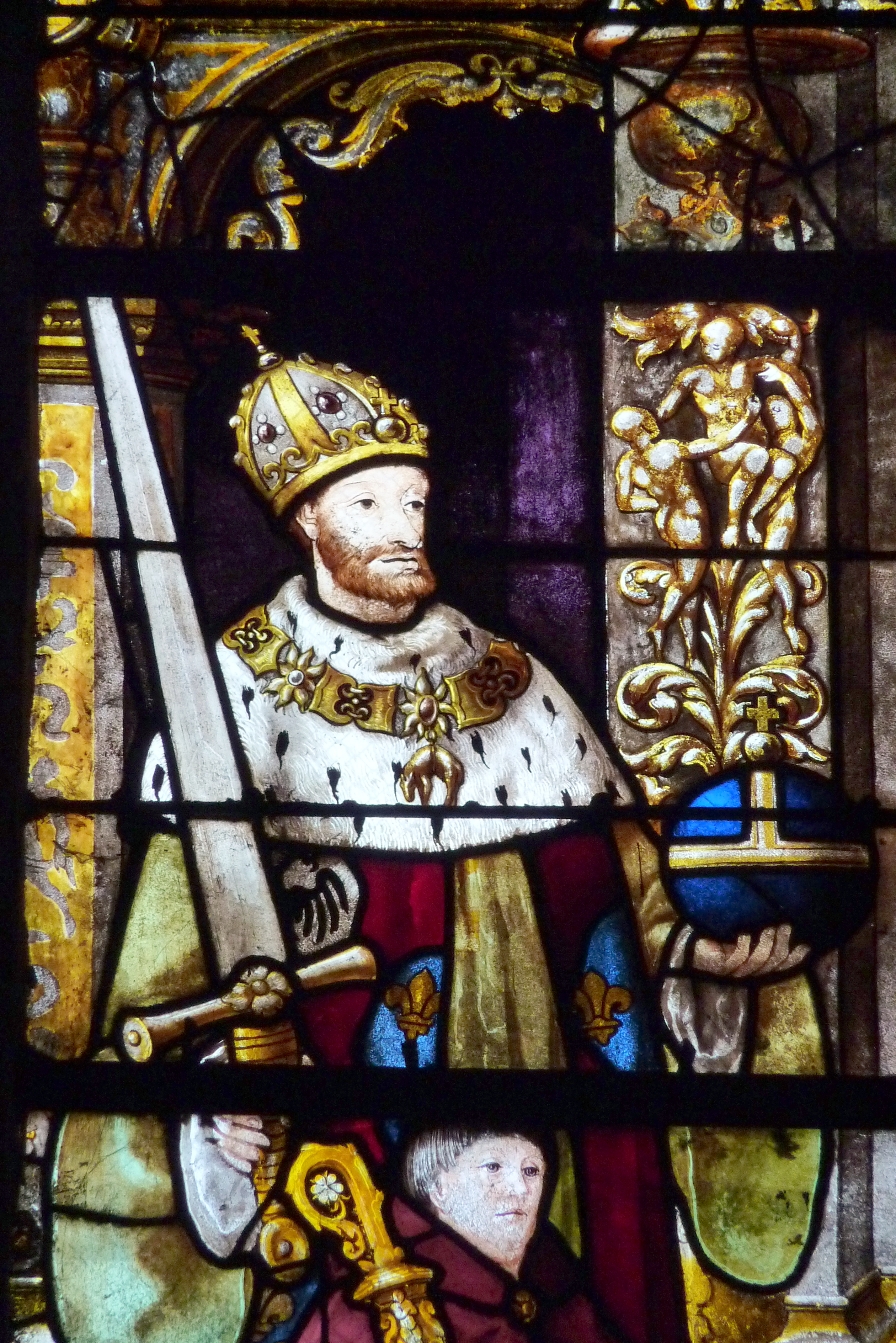
Fenster 7, Karl der Große mit den Zügen Kaiser Karls V.
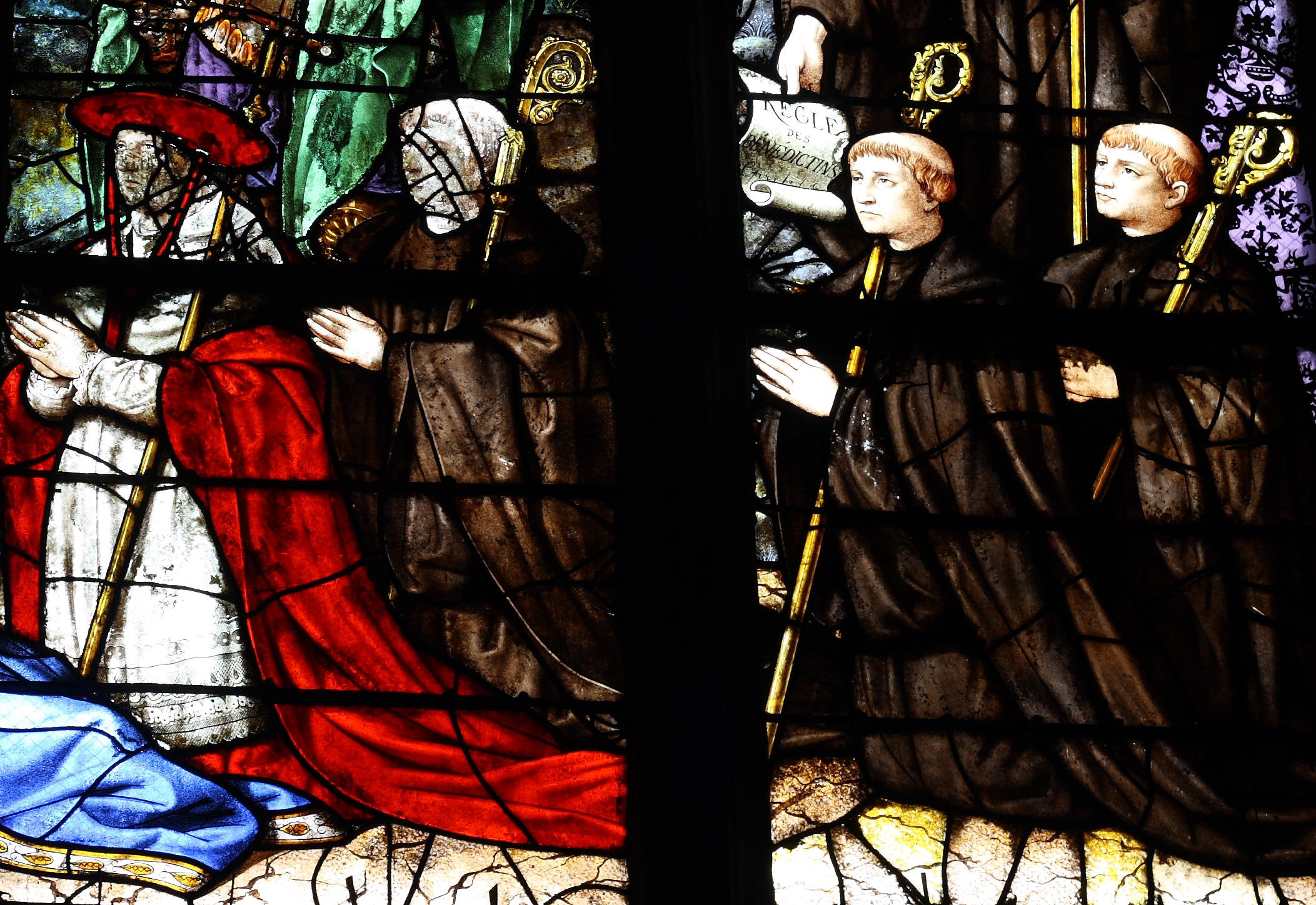
Fenster 8, ein Kardinal und drei Äbte
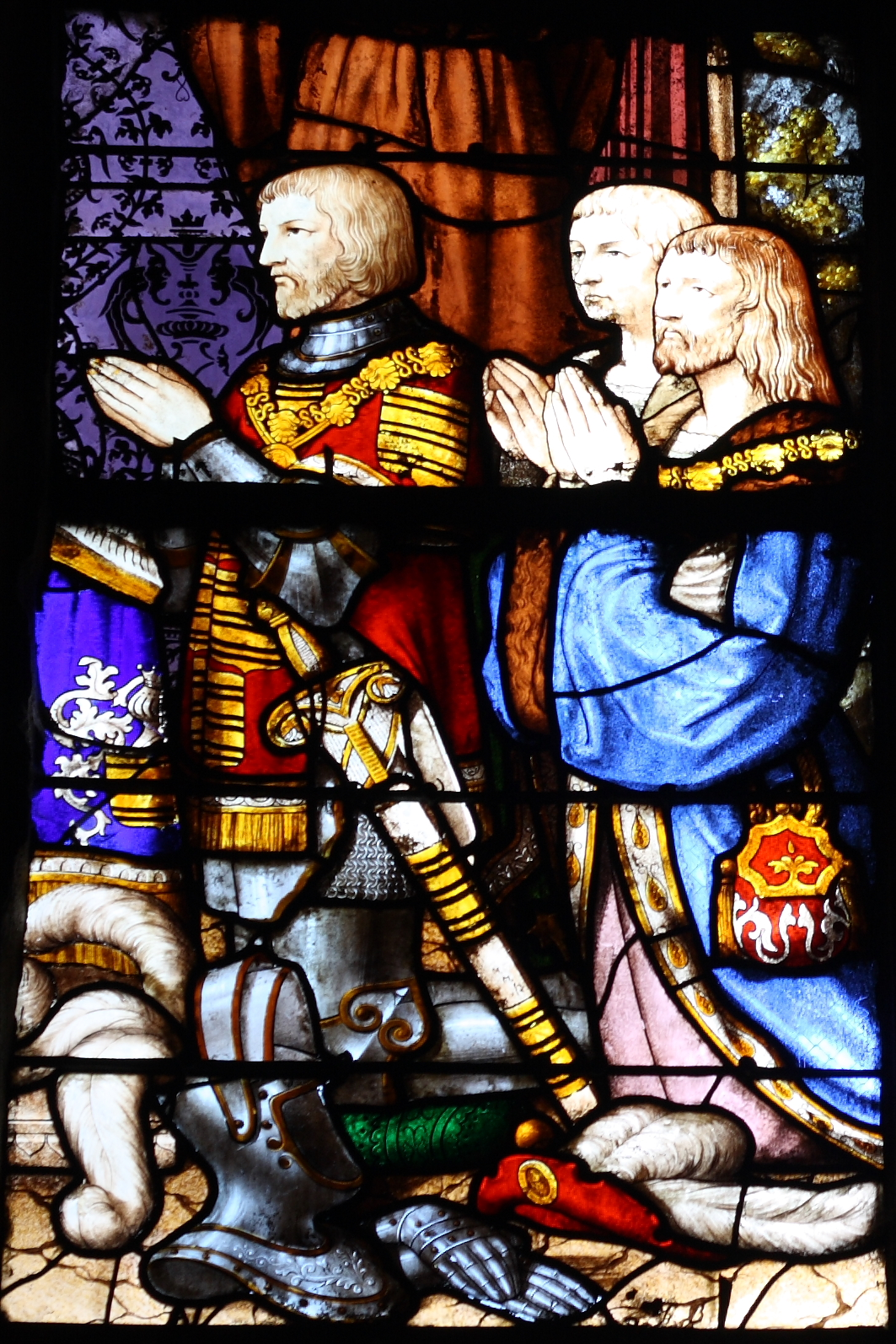
Fenster 8, Guillaume Gouffier und zwei Söhne
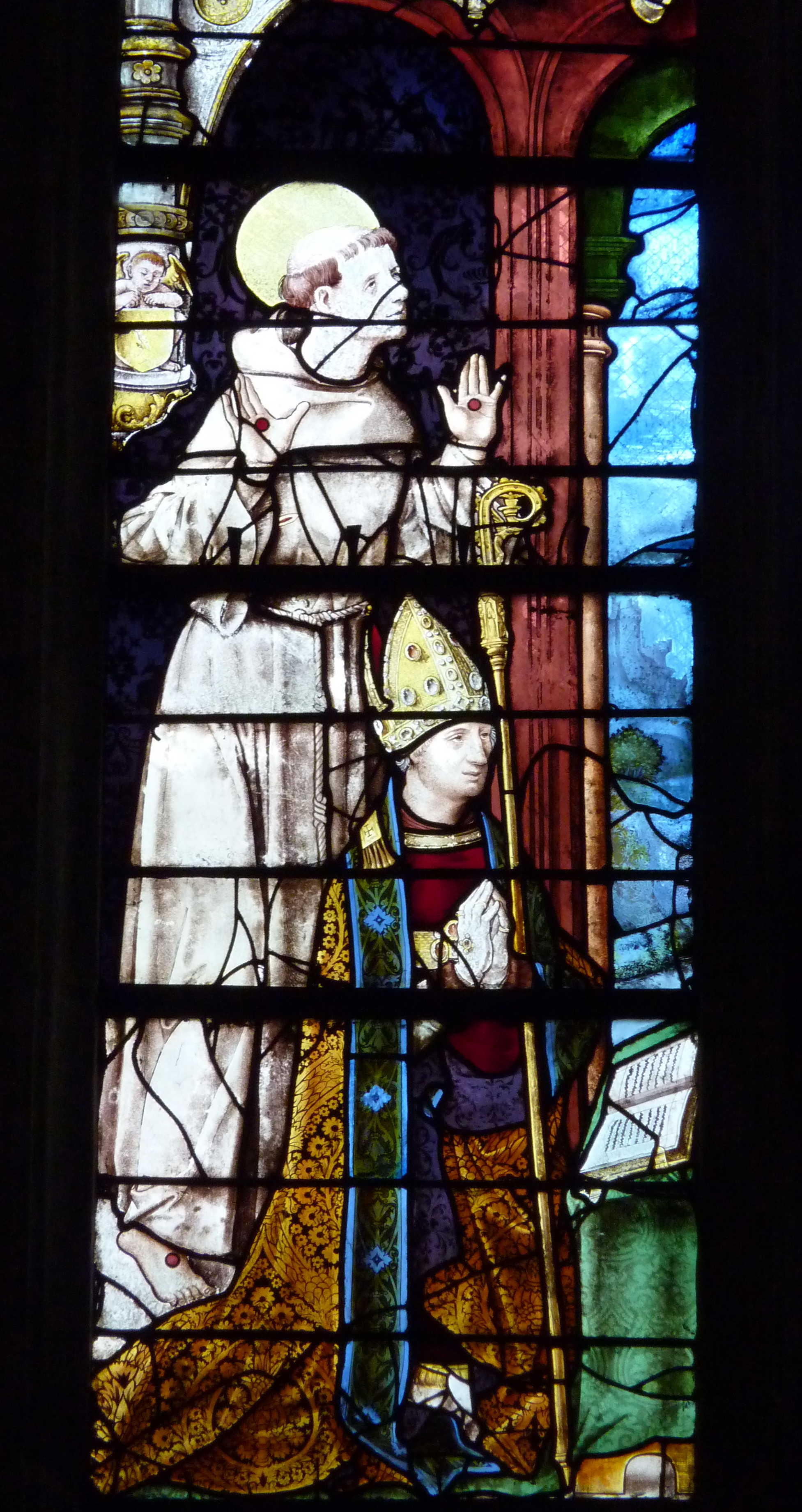
Fenster 9, François de Dinteville

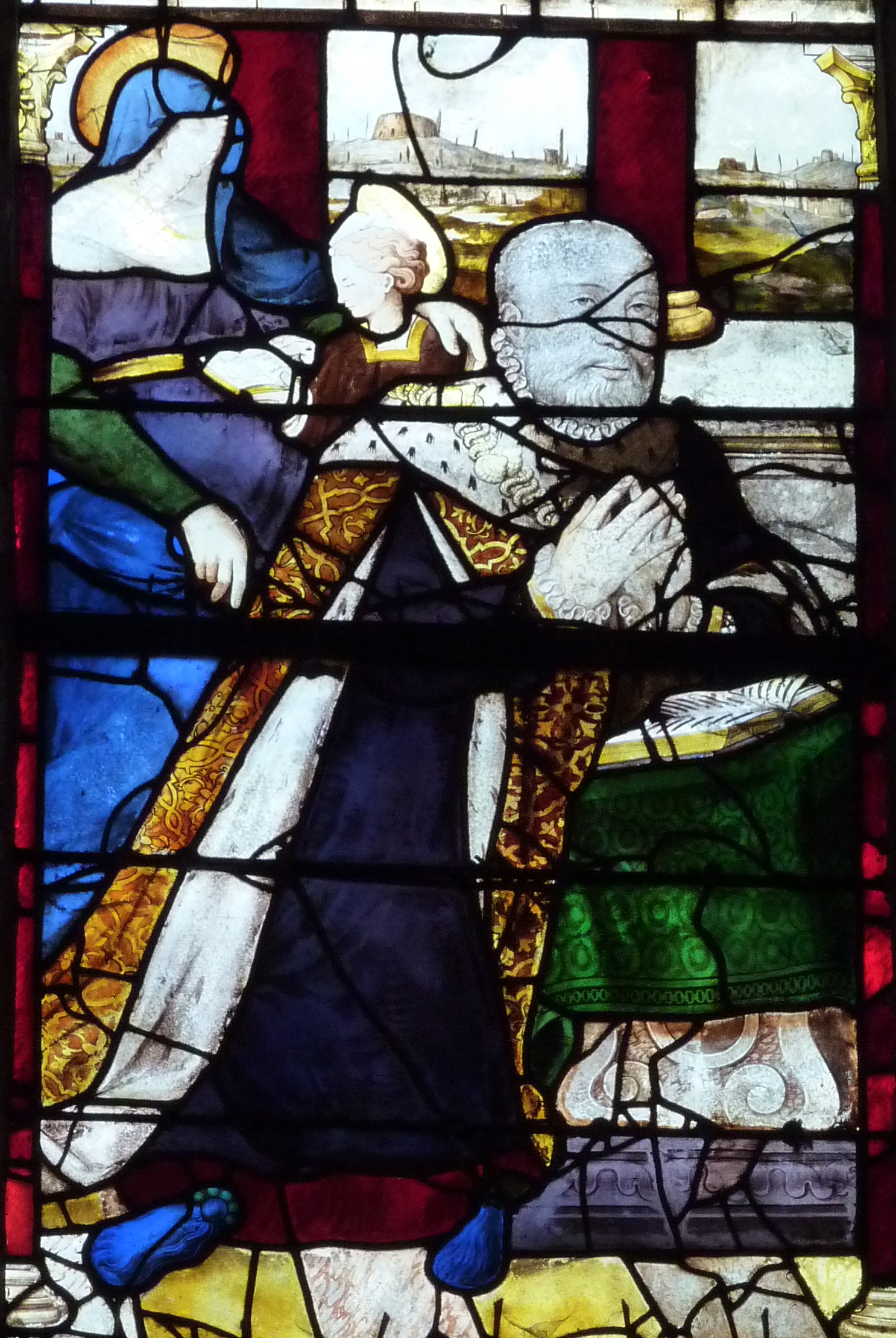
Fenster 13, Anne de Montmorency

- Fenster von Odet de Coligny (Fenster 10): Odet de Coligny, auch als Kardinal von Châtillon bezeichnet, war der Sohn von Gaspard I. de Coligny und Bruder von Gaspard II. de Coligny. Er wurde später zu einem Anführer der Hugenotten. Auf dem Fenster ist er noch in traditionell katholischer Weise kniend vor seinem Schutzpatron, dem heiligen Odo, dem Abt von Cluny, dargestellt. Die mittlere und rechte Lanzette zeigen die Taufe Jesu.
- Adlerfenster (Fenster 11): Das sogenannte Adlerfenster ist nach den vielen Darstellungen von Adlern oder Alérions, den Wappentieren der Familie Montmorency, benannt. Von den vier heiligen Frauen in den unteren Feldern sind Maria Salome und Maria Magdalena Kopien aus dem 19. Jahrhundert. Nur Maria Kleophae und Martha stammen von 1525.
- Fenster von Madeleine de Savoie (Fenster 12): Auf der Südseite des Schiffs, gegenüber dem Fenster des Konnetabels Anne de Montmorency, befindet sich das Fenster, das ursprünglich die Porträts seiner Gemahlin und ihrer sieben Töchter enthielt. Nur noch die Darstellungen der Töchter sind erhalten. Auf den oberen Szenen sieht man eine Anbetung der Hirten, die heilige Barbara und die heilige Agatha.
- Fenster von Anne de Montmorency (Fenster 13): Anne de Montmorency ließ das Fenster 1563 ausführen, nachdem die Bauarbeiten am Kirchenschiff abgeschlossen waren. Auf den unteren Feldern knien der Konnetabel und seine fünf Söhne, beschützt vom Erzengel Gabriel und der heiligen Anna, die Maria im Lesen unterweist. Oben rechts sieht man eine Madonna mit Kind, in der Mitte Johannes den Täufer und links Johannes den Evangelisten.

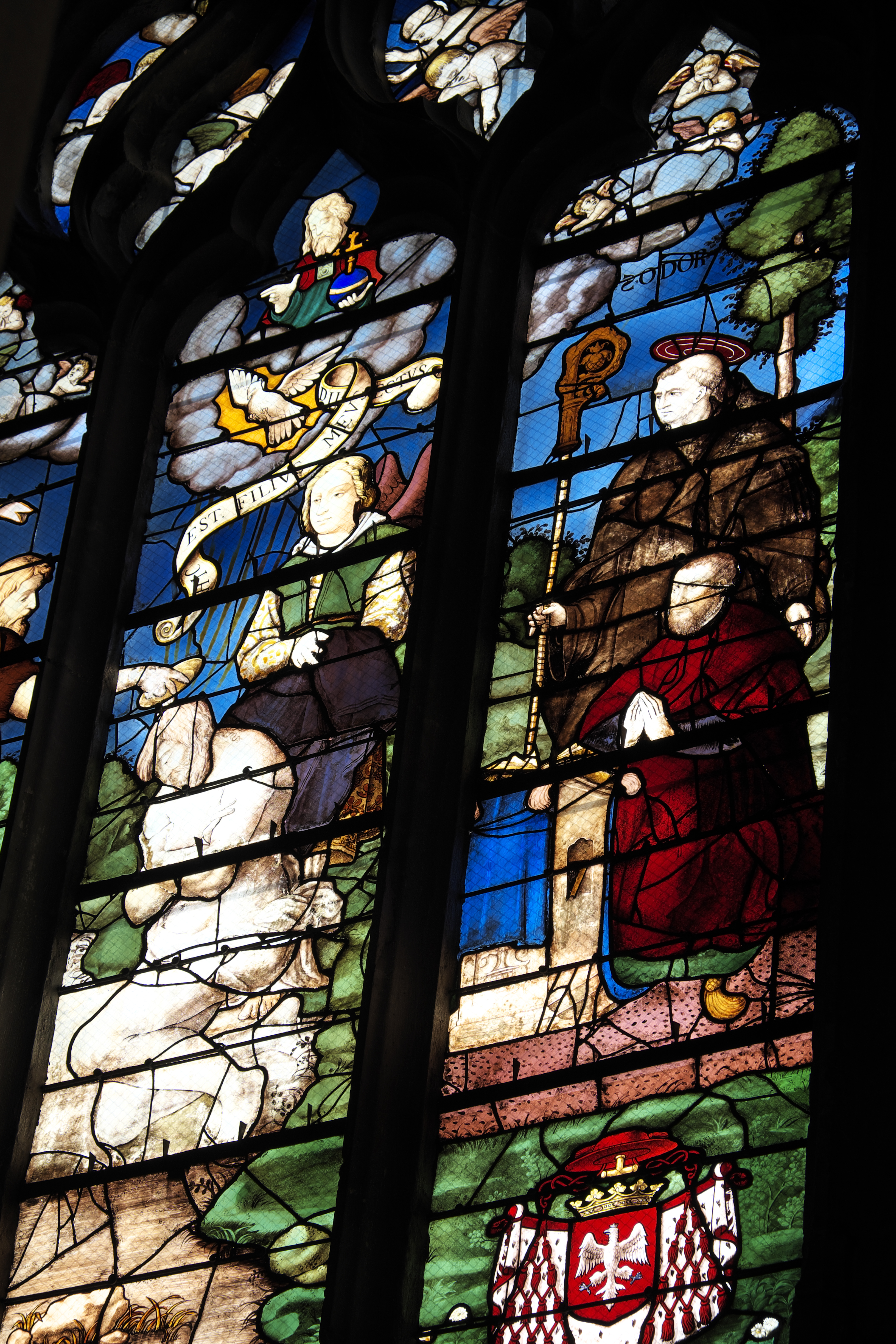
Fenster 10, Odet de Coligny und Odo von Cluny
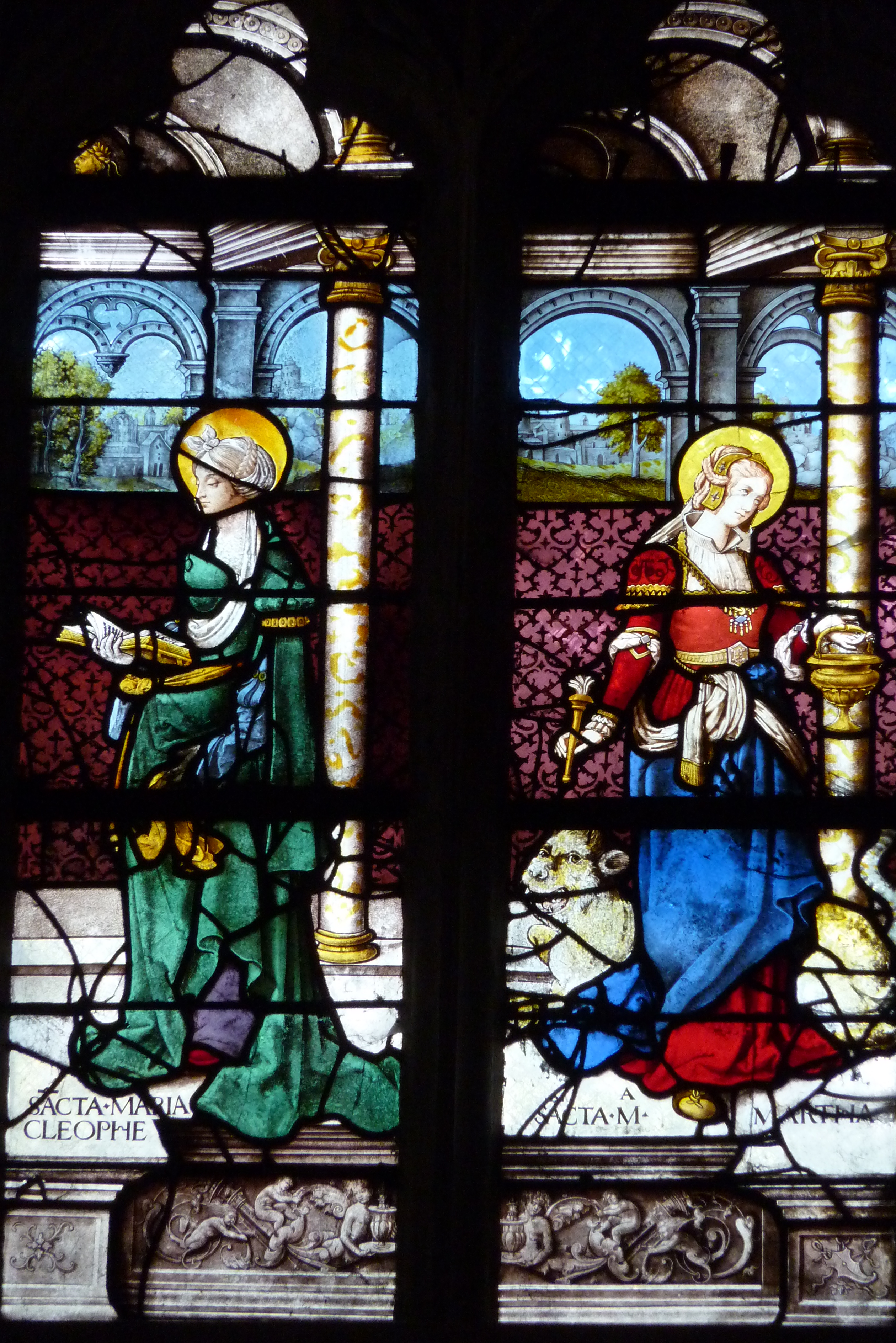
Fenster 11, Maria Kleophae und Martha von Bethanien
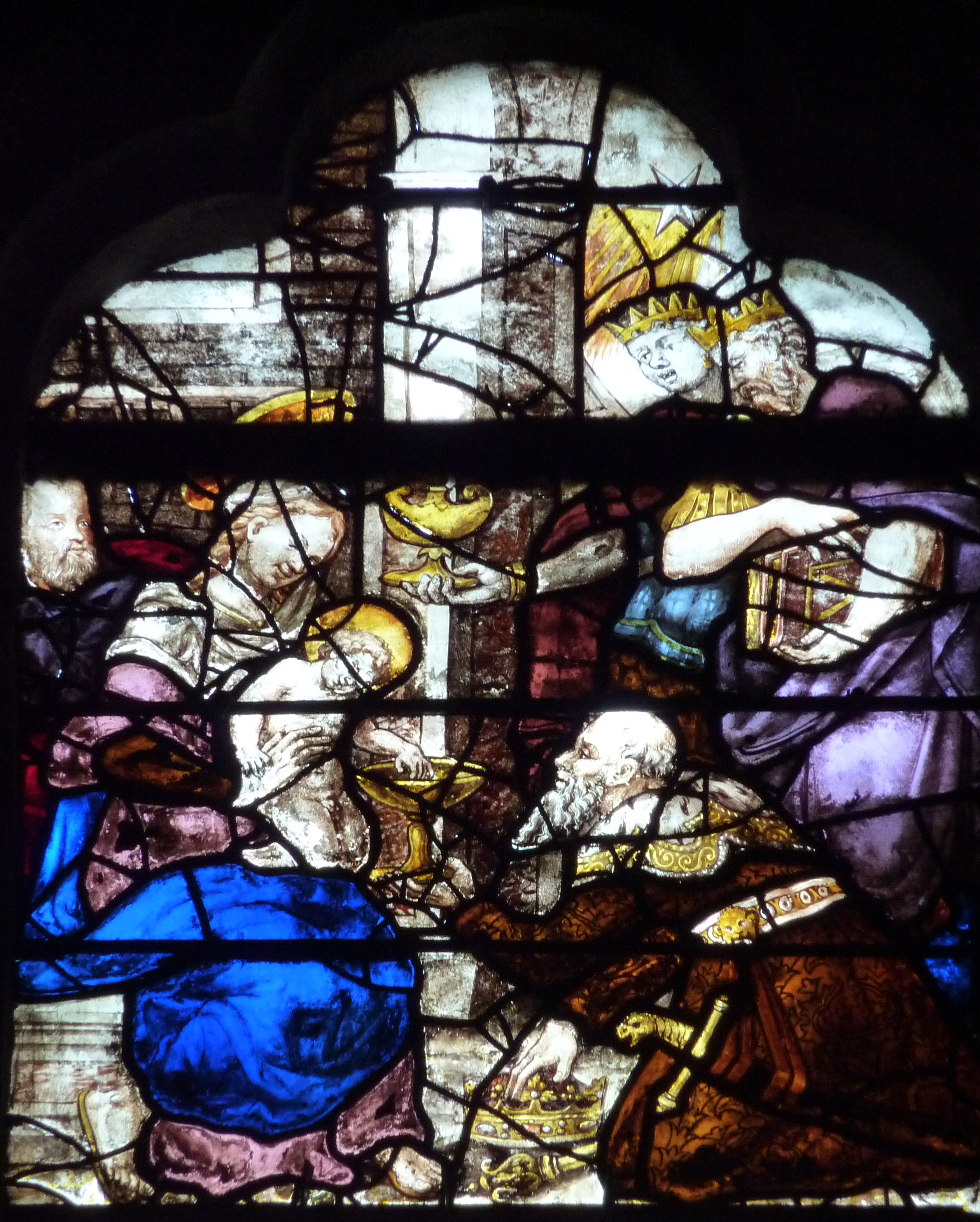
Fenster 12, Anbetung der Heiligen Drei Könige
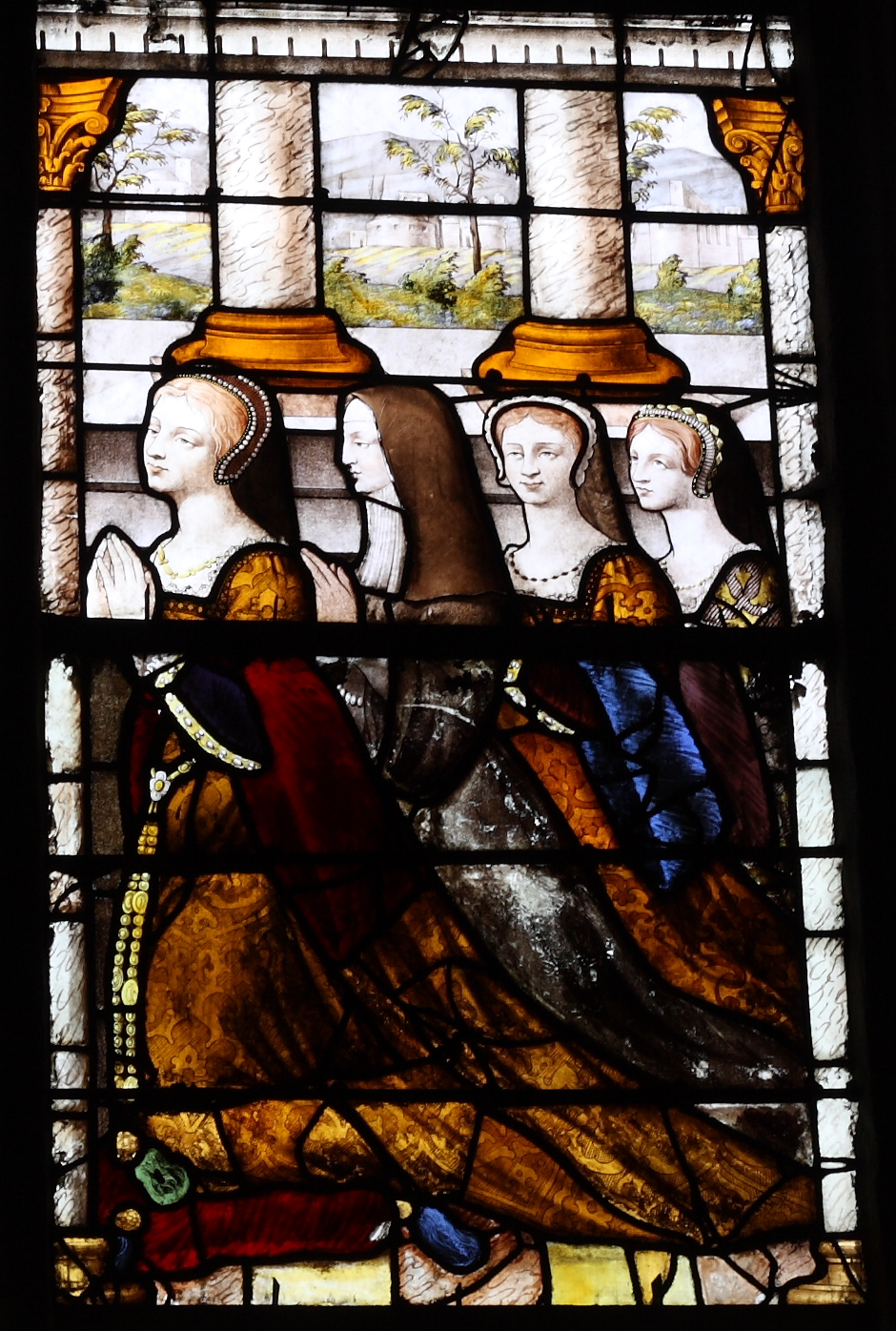
Fenster 12, Töchter von Madeleine de Savoie

### Fenster aus dem 19. Jahrhundert

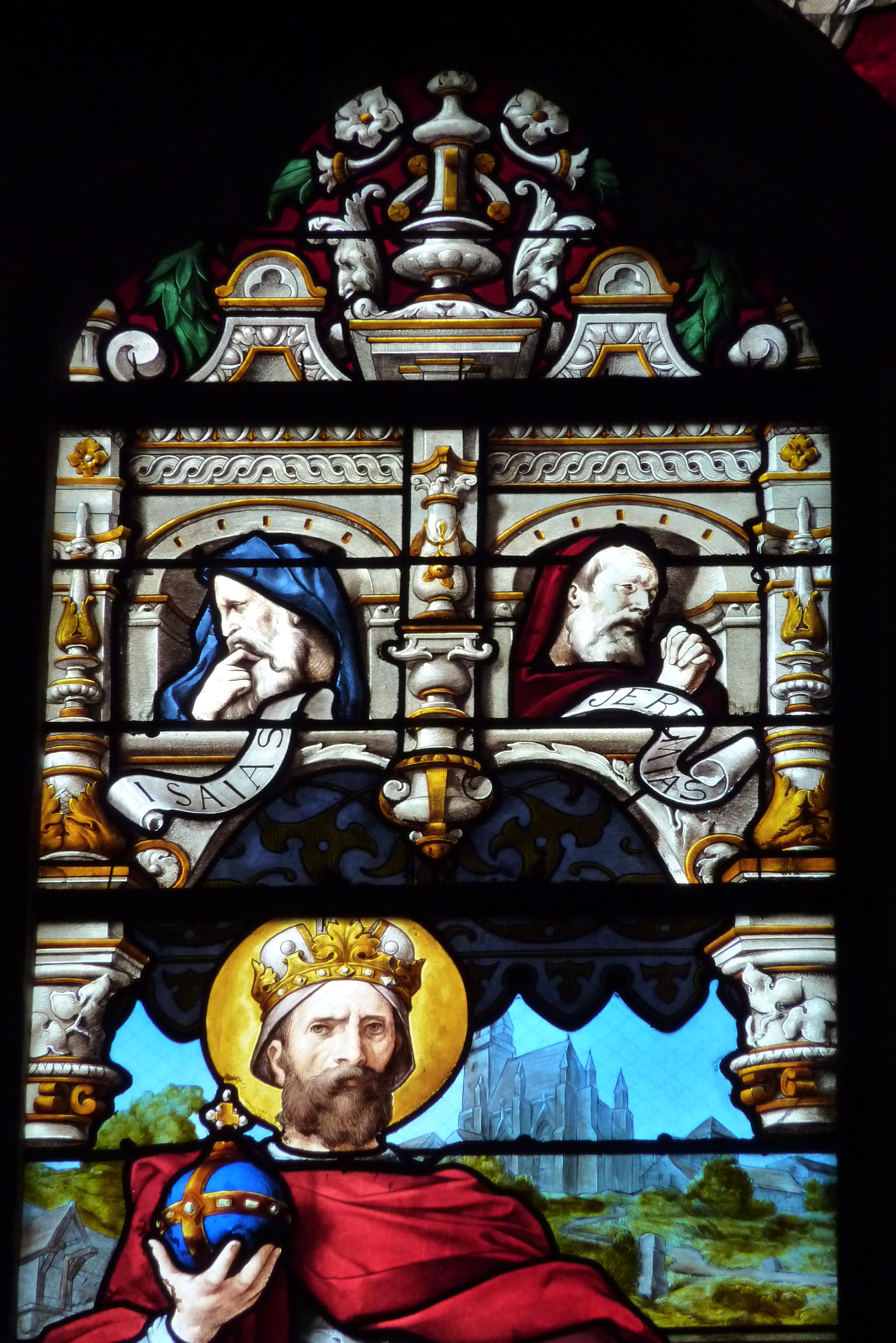
Fenster 14, Kaiser Heinrich II., im Hintergrund der Bamberger Dom

Die Fenster der vier westlichen Joche wurden im späten 19. Jahrhundert eingebaut. Sie wurden von dem Glasmaler Charles Leprévost nach Kartons von François-Émile Ehrmann geschaffen. Sie sind im Stil der Renaissancefenster gestaltet und stellen Nachfahren der Familie Montmorency dar.
- Fenster von Henri I. de Montmorency, Louise de Budos und ihren drei Söhnen (Fenster 14): Henri I. de Montmorency war der zweite Sohn von Anne de Montmorency. Er kniet neben dem Kaiser Heinrich II., im Hintergrund ist der Bamberger Dom zu erkennen. Louise de Budos war Henris zweite Frau, hinter ihr steht Ludwig der Heilige. Die Söhne werden vom Erzengel Raphael beschützt. Im Maßwerk ist der Gnadenstuhl dargestellt.
- Fenster von François de Montmorency und Diane de France (Fenster 15): François de Montmorency war der älteste Sohn von Anne de Montmorency. Er war mit Diane de France, einer unehelichen Tochter des französischen Königs Heinrich II. verheiratet. Die Szene im Hintergrund, Ludwig XI. will Françoise d’Amboise zu einer Heirat zwingen, erinnert an die von Heinrich II. erzwungene Heirat seiner Tochter Diane mit dem zweiten Herzog von Montmorency.
- Fenster von François III. de La Tour d’Auvergne und Éléonore de Montmorency (Fenster 16): Éléonore war die älteste Tochter von Anne de Montmorency. Sie ist mit dem Papst Leo dem Großen dargestellt, ihr Gemahl mit dem heiligen Franziskus. Die beiden Kinder sind dem heiligen Georg anbefohlen. Der Sohn Henri war der Vater des berühmten Feldherrn Henri de La Tour d’Auvergne.
- Fenster von Louis III. de La Trémoille und Jeanne de Montmorency (Fenster 17): Jeanne war die Tochter von Anne de Montmorency, ihr Gemahl stammte aus der Adelsfamilie La Trémoille. Jeanne ist mit den gemeinsamen Töchtern, Louis mit den Söhnen dargestellt. In der mittleren Lanzette präsentiert Ludwig der Heilige die Dornenkrone Christi.

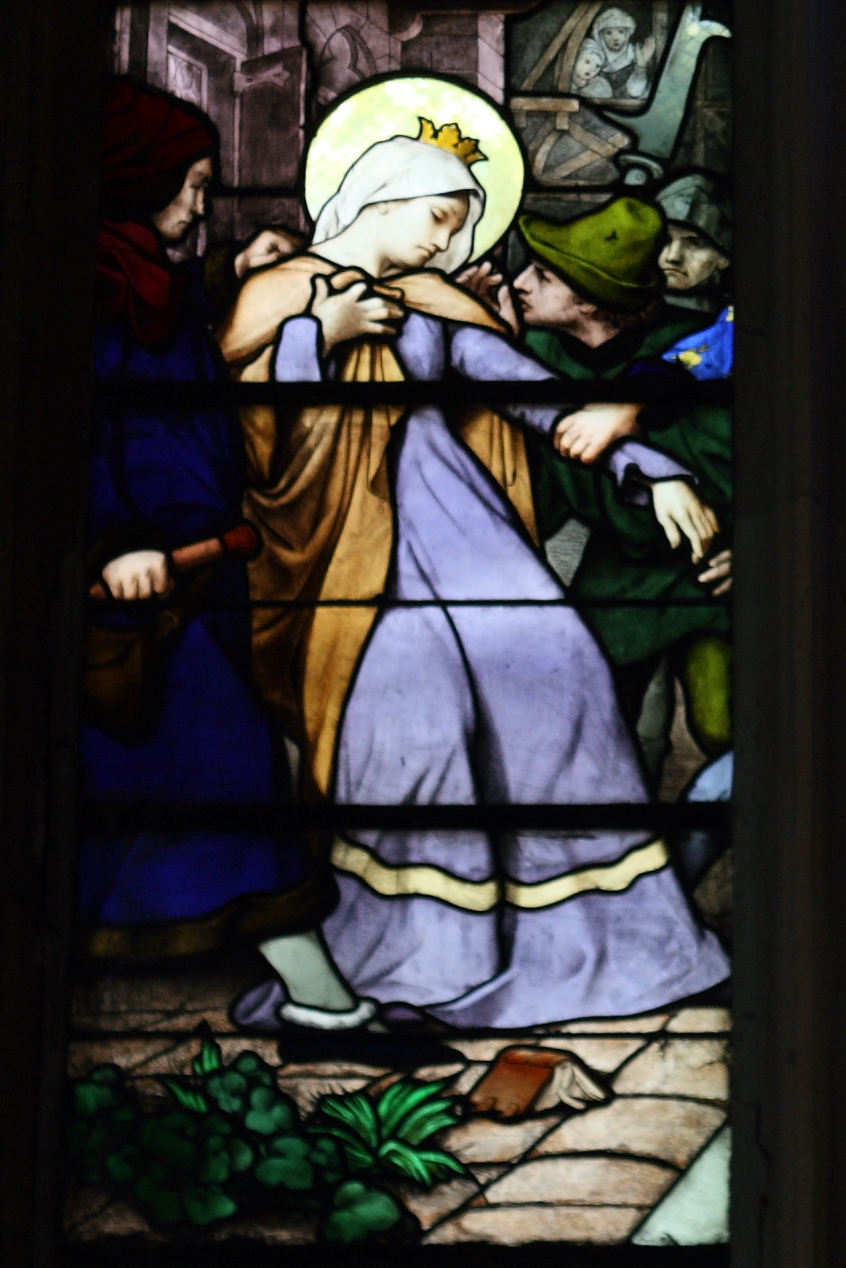
Fenster 15, Françoise d’Amboise
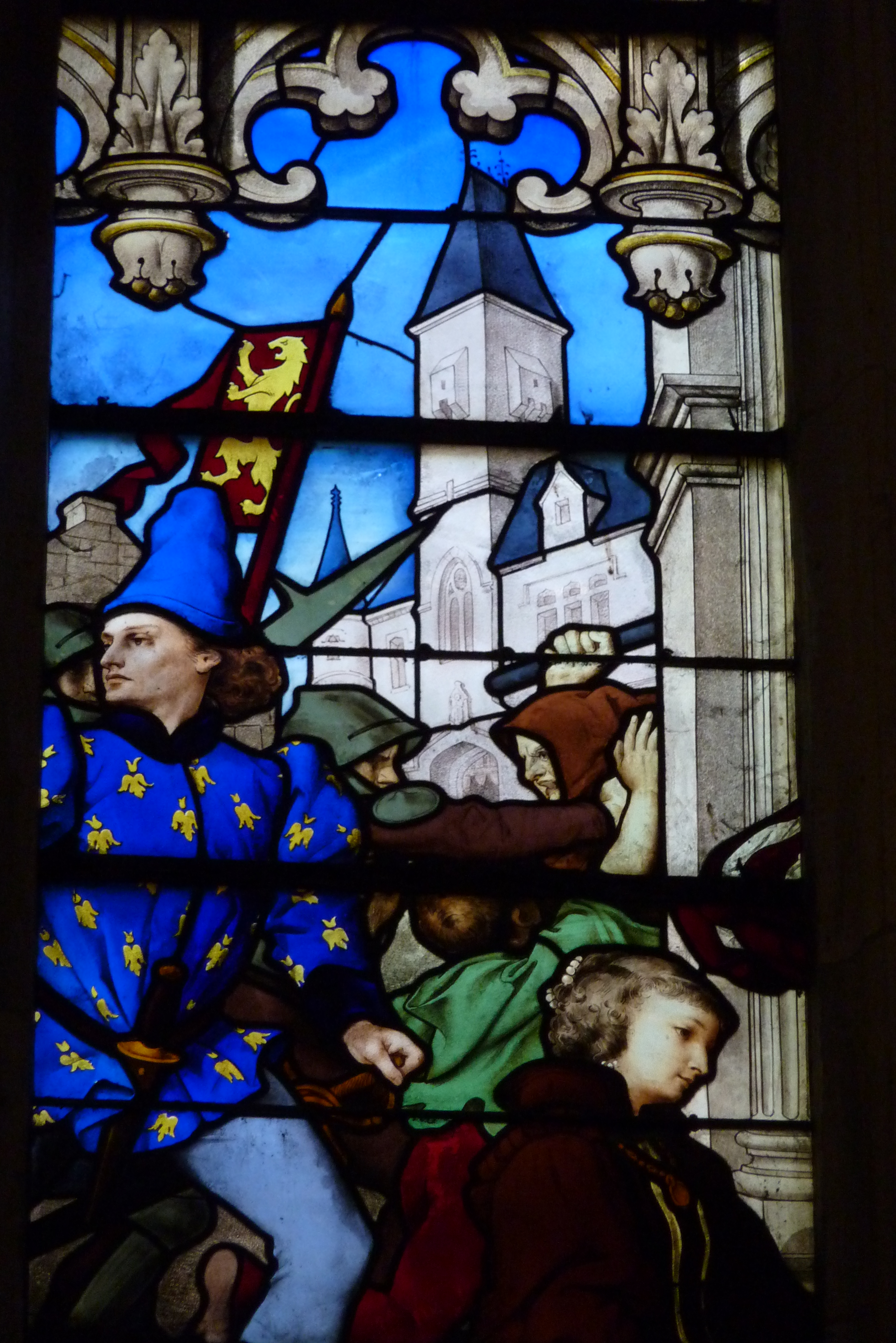
Fenster 15, Ludwig XI.
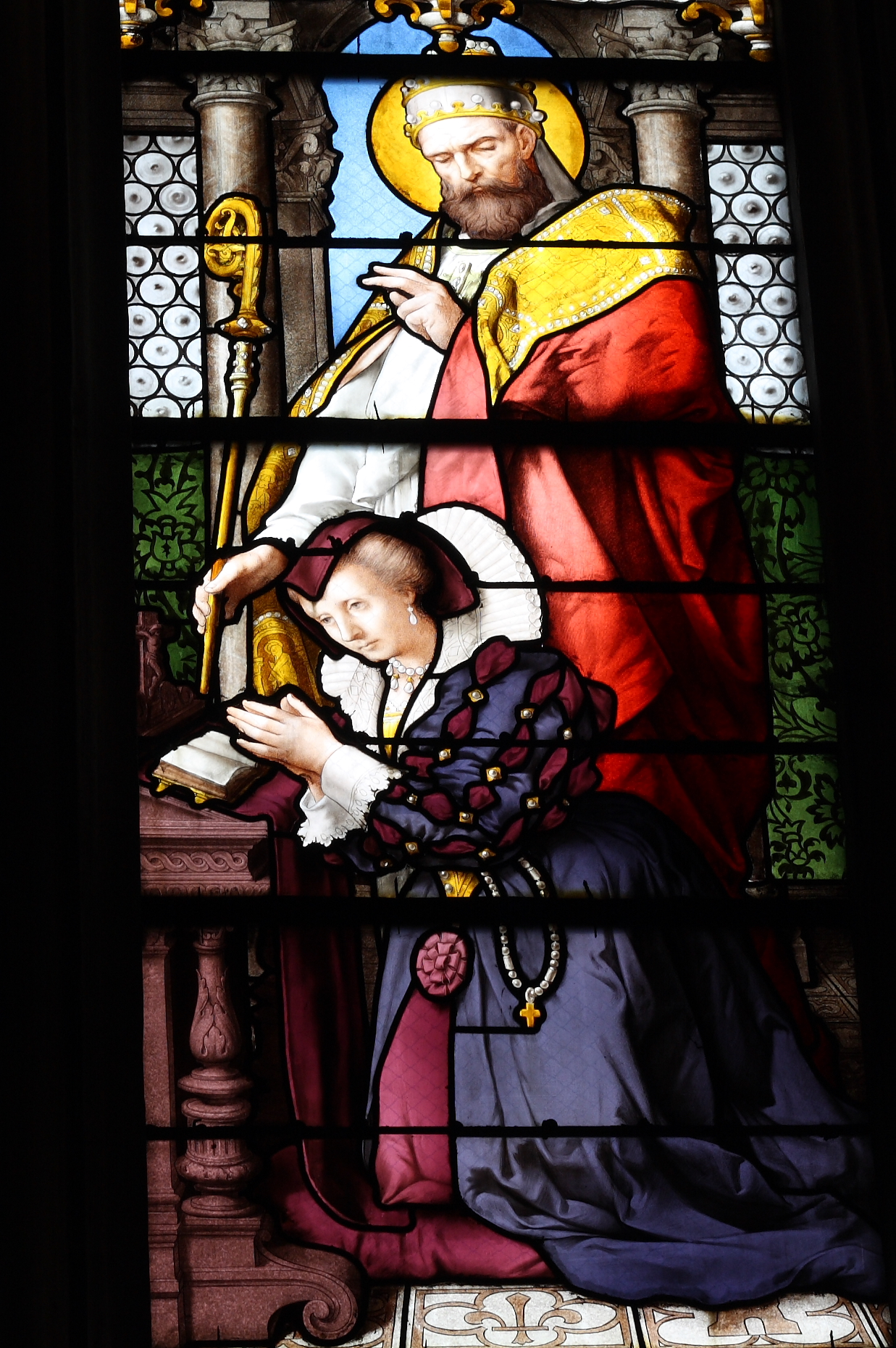
Fenster 16, Éléonore de Montmorency mit dem Papst Leo dem Großen
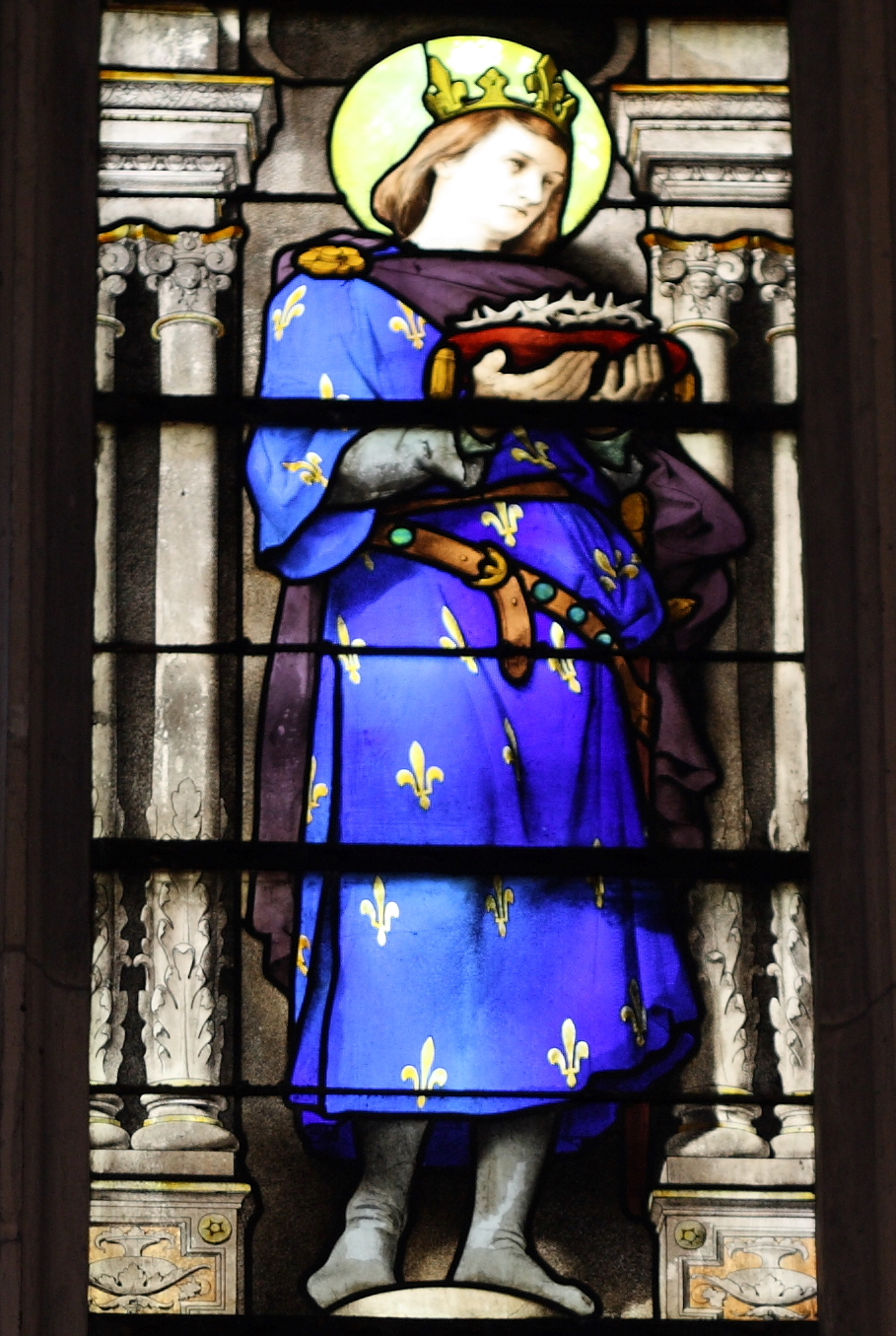
Fenster 17, Ludwig der Heilige

- Fenster von Henri II. de Montmorency und Maria Felicia Orsini (Fenster 18): Henri II. de Montmorency war der vierte Herzog von Montmorency und letzter direkter männlicher Nachkomme von Anne de Montmorency. Er war in zweiter Ehe mit Maria Felicia Orsini verheiratet. Nachdem er sich an einem Aufstand gegen Kardinal Richelieu beteiligt hatte, wurde er zum Tode verurteilt und hingerichtet. Da er kinderlos starb, wurde seine Schwester Charlotte-Marguerite Herzogin von Montmorency. Auf den beiden rechten Lanzetten sind die Stifter dargestellt. Die linke Lanzette nimmt eine Madonna ein, die auf der Mondsichel steht und die Dornenkrone in der Hand hält.
- Fenster von Henri II. de Bourbon und Charlotte-Marguerite de Montmorency (Fenster 19): Das Fenster zeigt Henri II. de Bourbon und seine Gemahlin Charlotte-Marguerite de Montmorency, die nach der Hinrichtung ihres Bruders Henri II. de Montmorency zur Herzogin von Montmorency wurde. Auf der linken Seite ist ihr ältester Sohn Louis II. de Bourbon dargestellt, in der Mitte die beiden anderen Kinder Anne Geneviève de Bourbon-Condé und Armand de Bourbon.
- Fenster von Henri de La Tour d’Auvergne (Fenster 21): Henri de La Tour d’Auvergne war der Enkel von François III. de La Tour d’Auvergne und Éléonore de Montmorency. Er war Maréchal de France und eroberte in der Schlacht bei Sinsheim für den französischen König Ludwig XIV. die Pfalz, die er verwüstete. Auf der linken Lanzette wird Henri de La Tour d’Auvergne mit dem Kaiser Heinrich II. dargestellt, der den Bamberger Dom im Arm hält. Die linke Lanzette weist eine allegorische Darstellung der Virtus, der Tapferkeit, auf, darunter prangt das Wappen des Feldherrn.

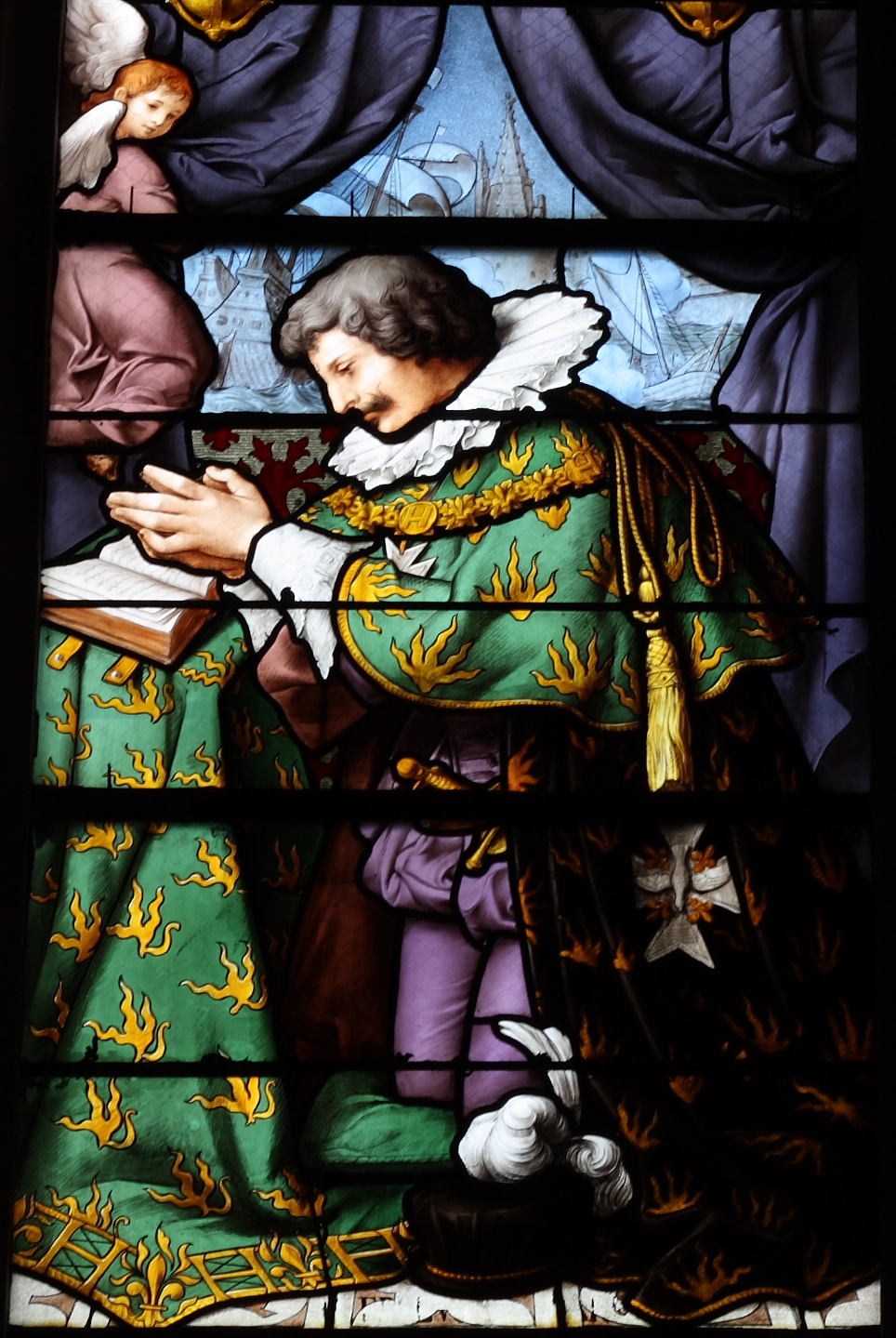
Fenster 18, Henri II. de Montmorency
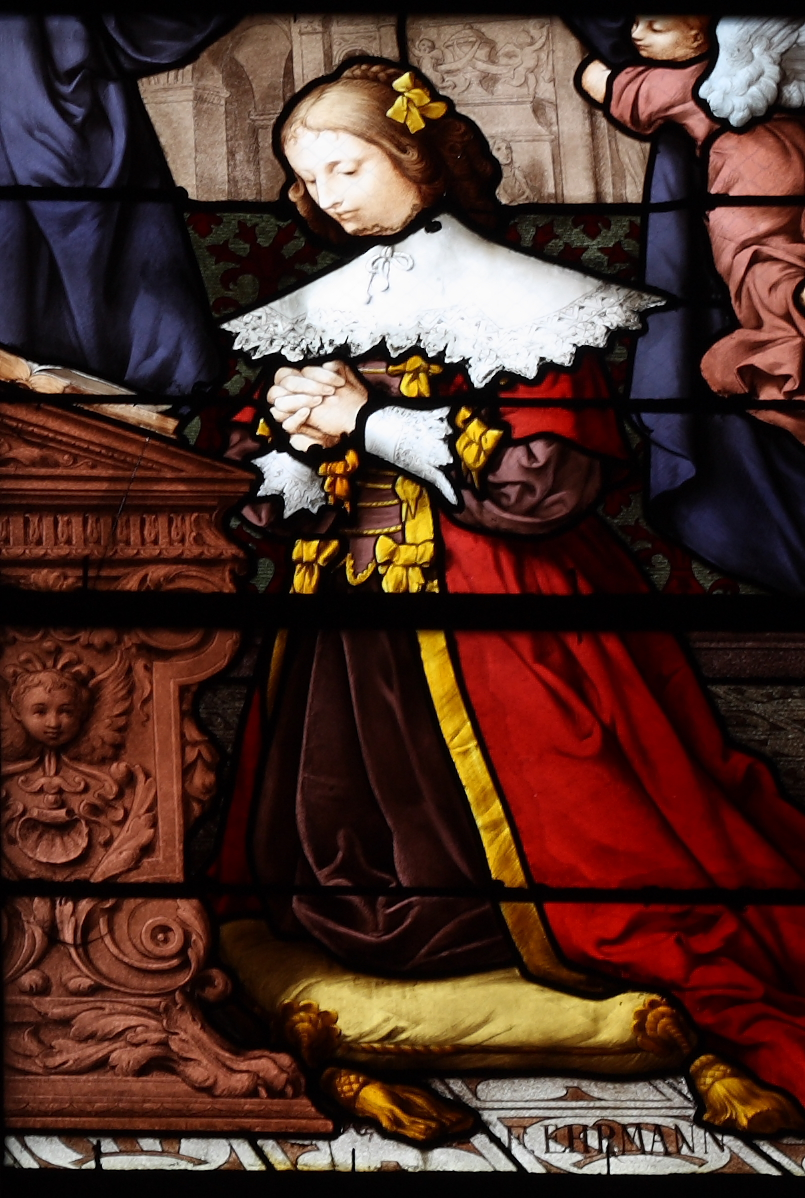
Fenster 18, Maria Felicia Orsini
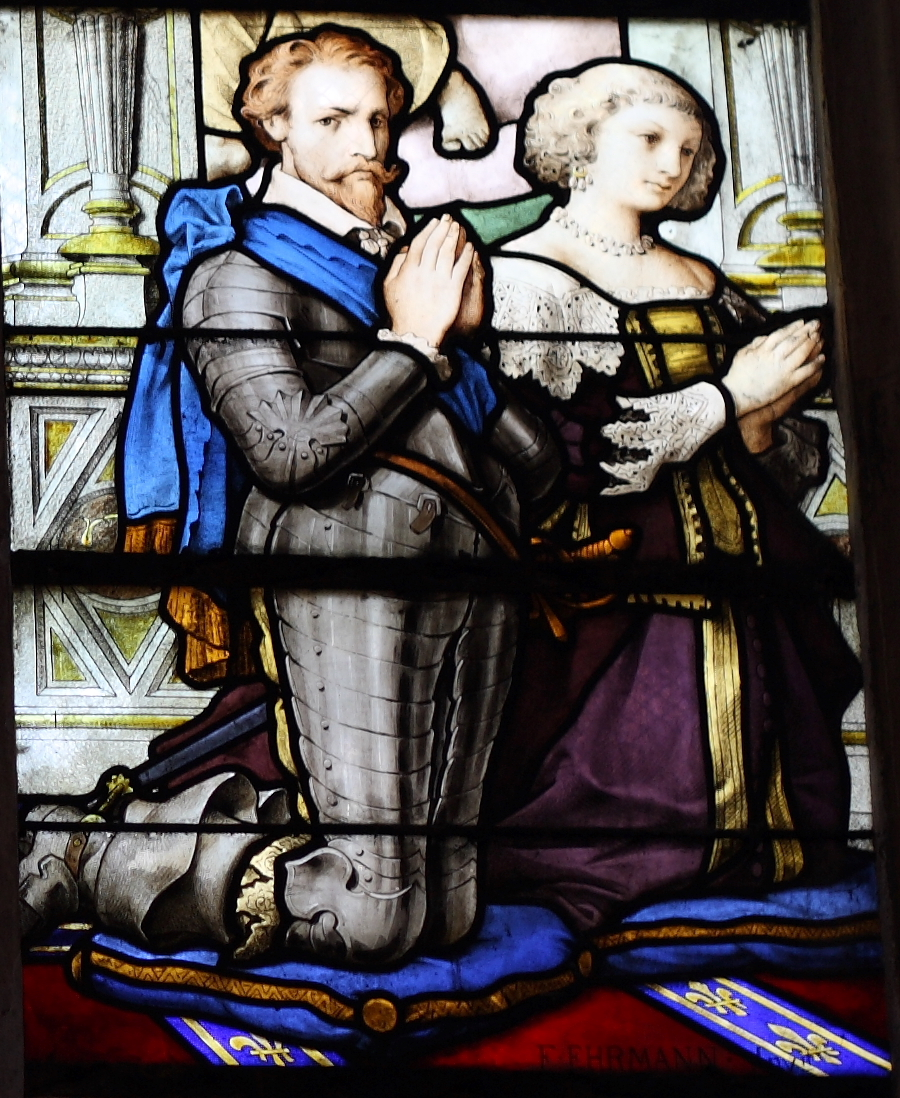
Fenster 19, Henri II. de Bourbon und Charlotte-Marguerite de Montmorency
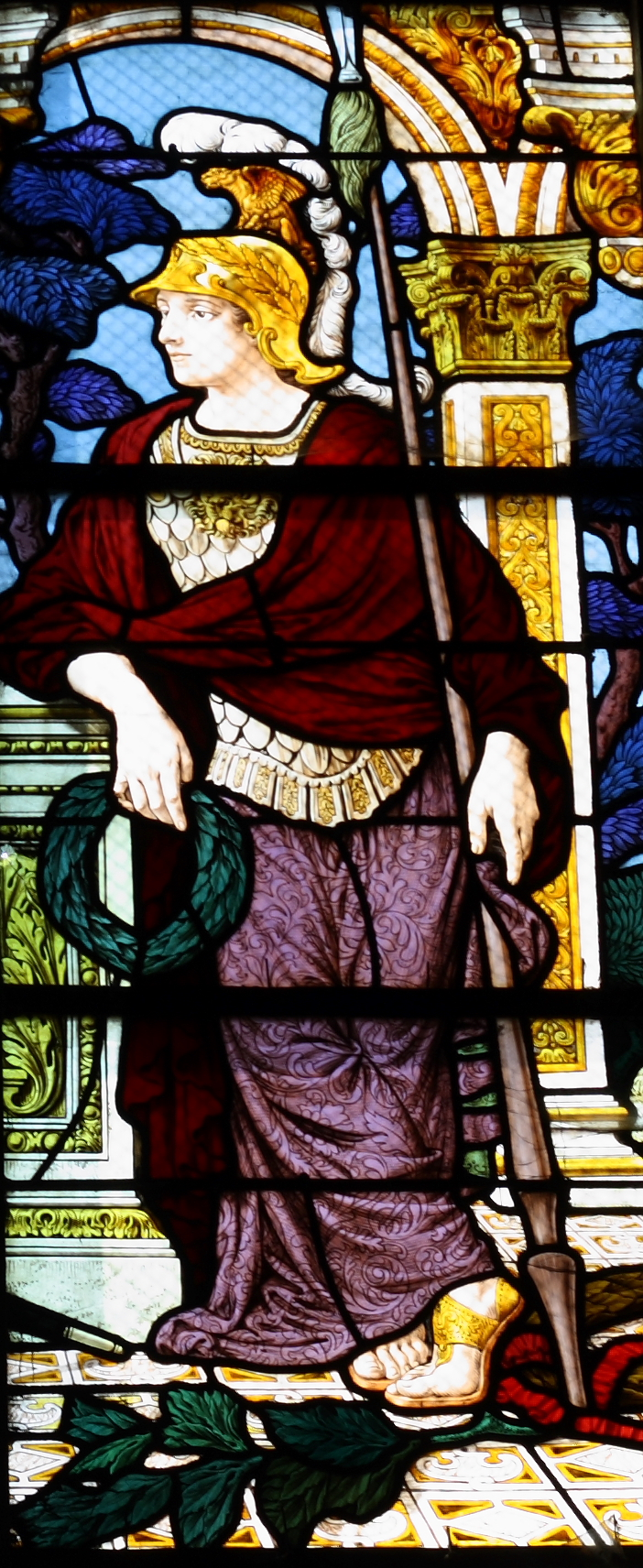
Fenster 21, Allegorie der Tapferkeit

### Maßwerkfenster der Westfassade

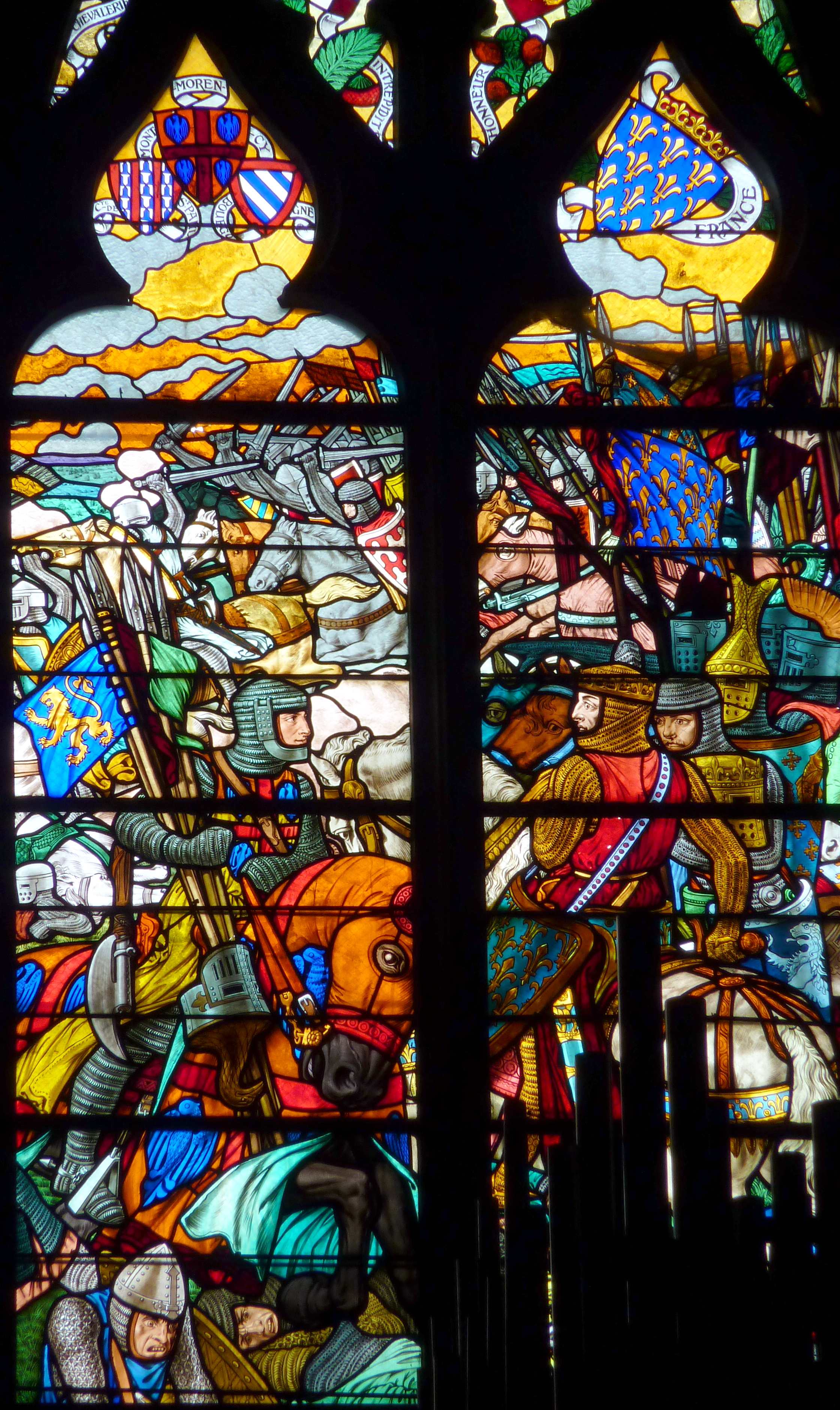
Schlacht von Bouvines

Das große Maßwerkfenster der Westfassade (Fenster 20) wurde 1908 von dem Glasmaler Félix Gaudin nach einem Karton von Eugène Grasset ausgeführt. Thema des Fensters ist die Schlacht bei Bouvines im Jahr 1214.

## Chorgestühl
Das holzgeschnitzte Chorgestühl wurde im 16. Jahrhundert geschaffen. Auf beiden Seiten des Chors sind in zwei Reihen 40 Stühle angeordnet. Weitere Stühle, die ursprünglich im hinteren Teil des Chors standen, sind heute auf der Orgelempore untergebracht. Vermutlich wurden sie 1793 dorthin verlegt. Die seitlichen Wangen, die Trennwände zwischen den Stühlen und die Miserikordien sind mit Tierdarstellungen, menschlichen Köpfen und ornamentalen Szenen verziert.

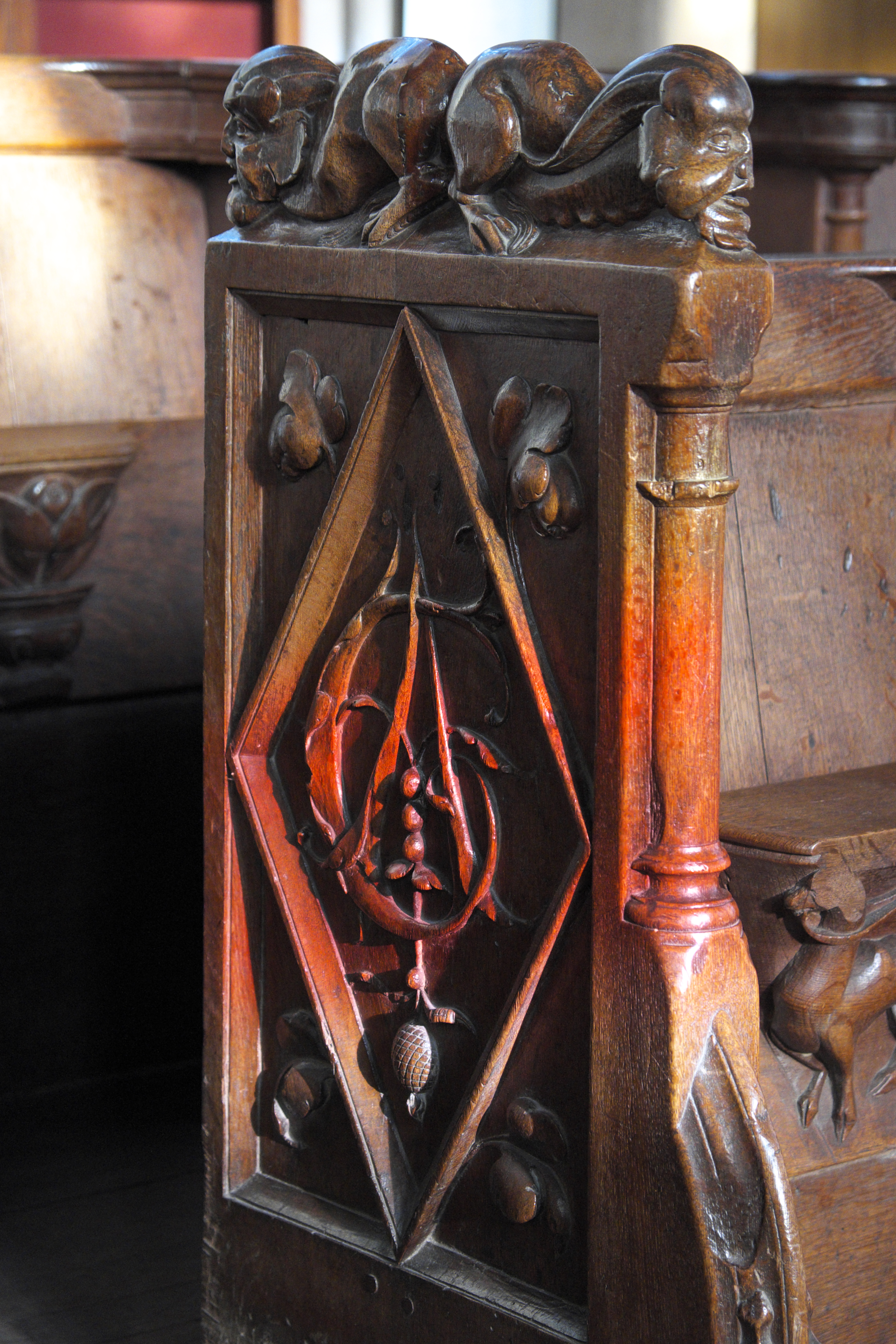
Wange
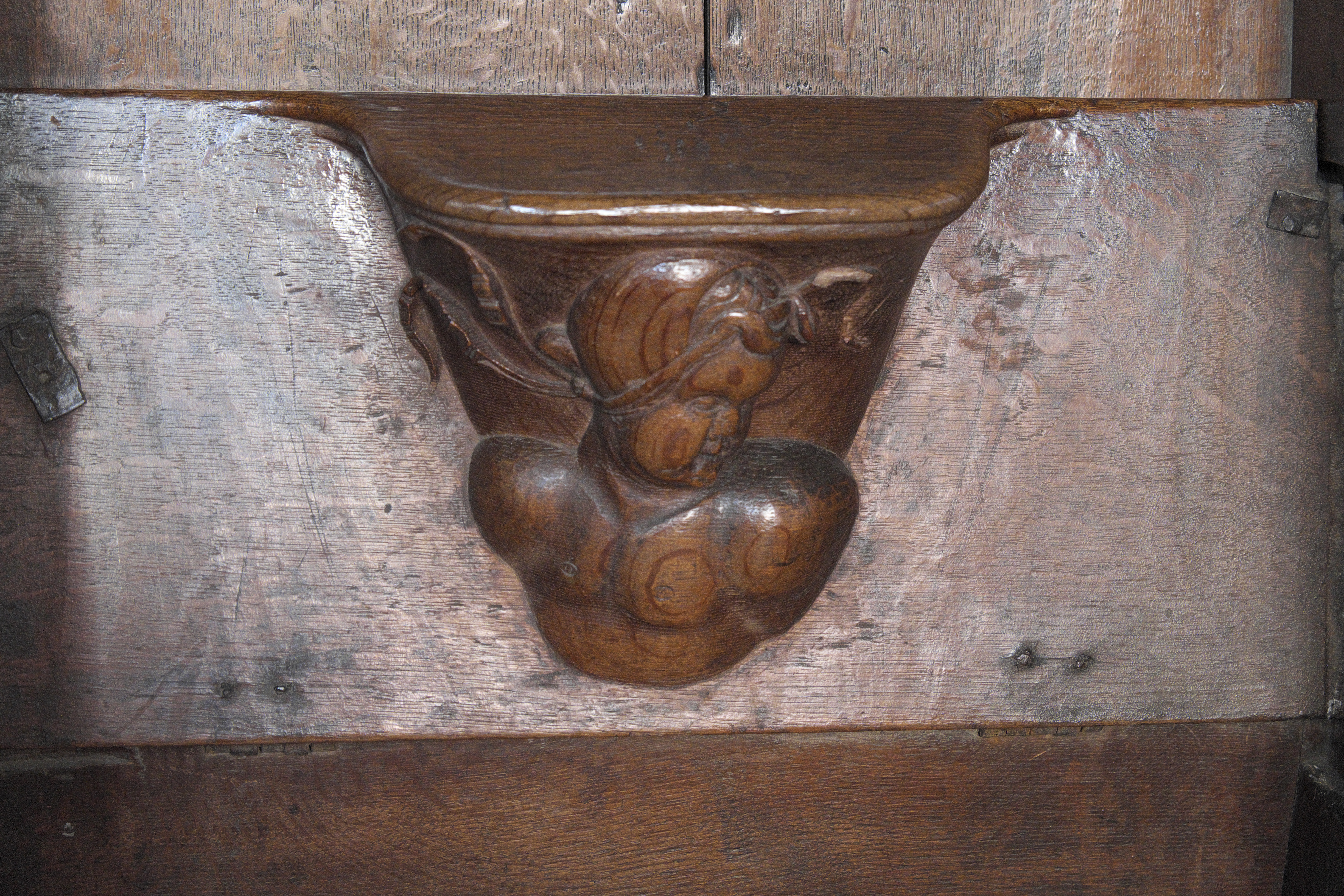
Miserikordie
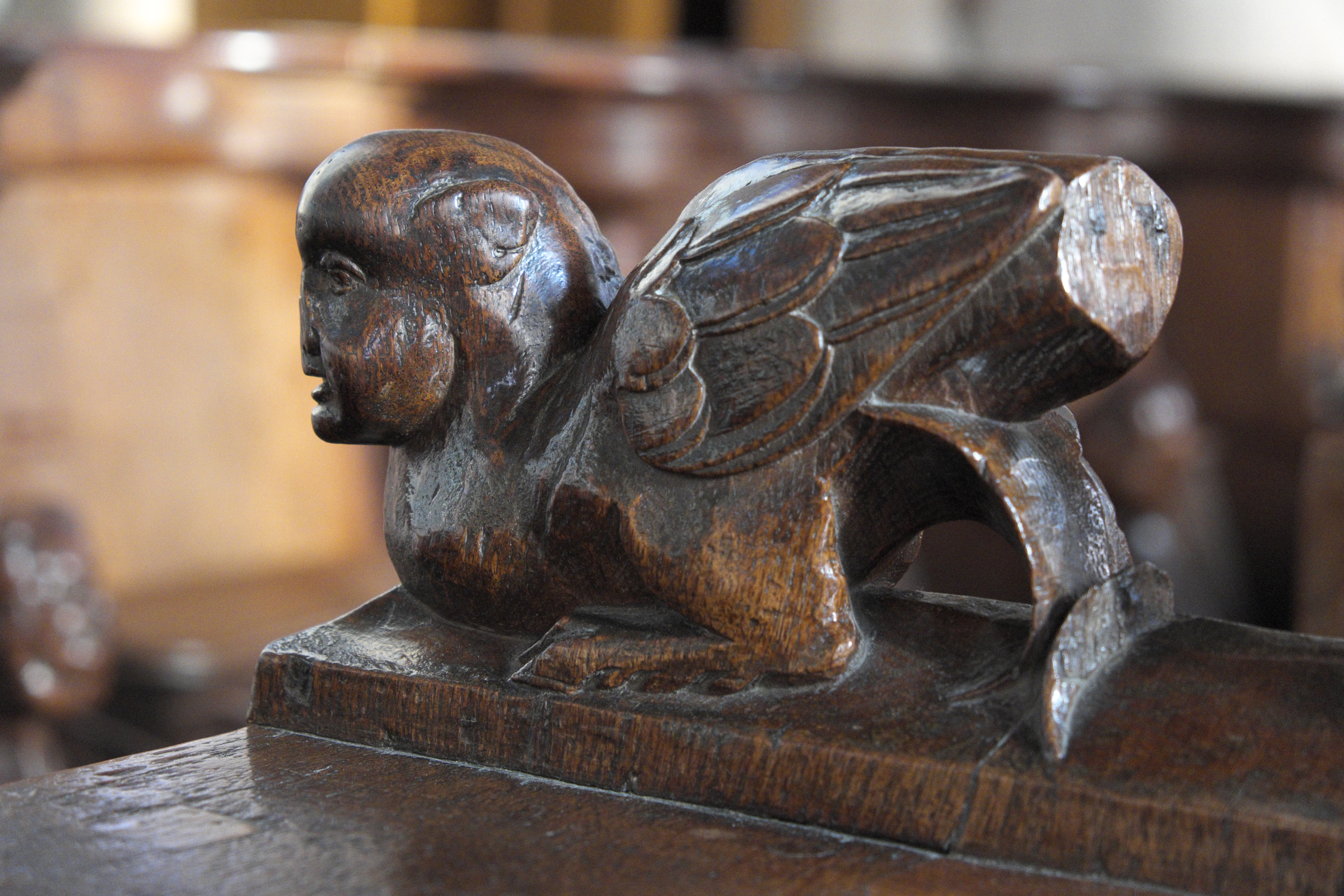
Wange

## Orgel
Die Orgel auf der Westempore der Kirche wurde im Jahr 1981 nach einem Entwurf des Komponisten und Organisten Jacques Charpentier aus dem Jahr 1976 von der Orgelbaufirma Danion-Gonzalez, dem Nachfolgeunternehmen der von Victor Gonzalez (1877–1956) im Jahr 1921 in Paris gegründeten Werkstatt, gebaut. Sie ersetzte ein kleineres Instrument, das 1890 von den Gebrüdern Abbey geschaffen worden war und das nach dem Einbau der neuen Orgel in der Martinskirche in die Kirche Saint-François im Viertel Les Champeaux in Montmorency eingebaut wurde.
Die neue, an der Neoklassik orientierte Orgel steht hinter einem Freipfeifenprospekt, der die Sicht auf das große Westfenster nicht verstellt. Sie verfügt über 34 Register, die auf drei Manuale und Pedal verteilt sind. Die Tontraktur ist mechanisch und die Registertraktur elektrisch. In den 1990er Jahren führte Bernard Dargassies Arbeiten an der Orgel durch. Die Disposition lautet wie folgt:
| I Grand-Orgue C–g3 |     |
| Bourdon            | 16′ |
| Montre             | 8′  |
| Bourdon            | 8′  |
| Prestant           | 4′  |
| Flûte              | 4′  |
| Doublette          | 2′  |
| Cornet V           |     |
| Fourniture V       |     |
| Cymbale IV         |     |
| Trompette          | 8′  |
| Clairon            | 4′  |

| II Positif C–g3 |        |
| Bourdon         | 8′     |
| Principal       | 4′     |
| Flûte           | 4′     |
| Nasard          | 2 ⁄3′  |
| Flûte           | 2′     |
| Tierce          | 1 3⁄5′ |
| Larigot         | 1 ⁄3′  |
| Fourniture IV   |        |
| Cromorne        | 8′     |

| III Récit Expressif C–g3 |    |
| Bourdon                  | 8′ |
| Gambe                    | 8′ |
| Voix Céleste             | 8′ |
| Principal                | 4′ |
| Flageolet                | 2′ |
| Cornet V                 |    |
| Plein-Jeu III            |    |
| Voix Humaine             | 8′ |
| Tremblant                |    |

| Pedal C–g1 |     |
| Soubasse   | 16′ |
| Basse      | 8′  |
| Flûte      | 4′  |
| Bombarde   | 16′ |
| Trompette  | 8′  |
| Clairon    | 8′  |

- Koppeln: II/I, III/I, III/II, I/P, II/P, III/P

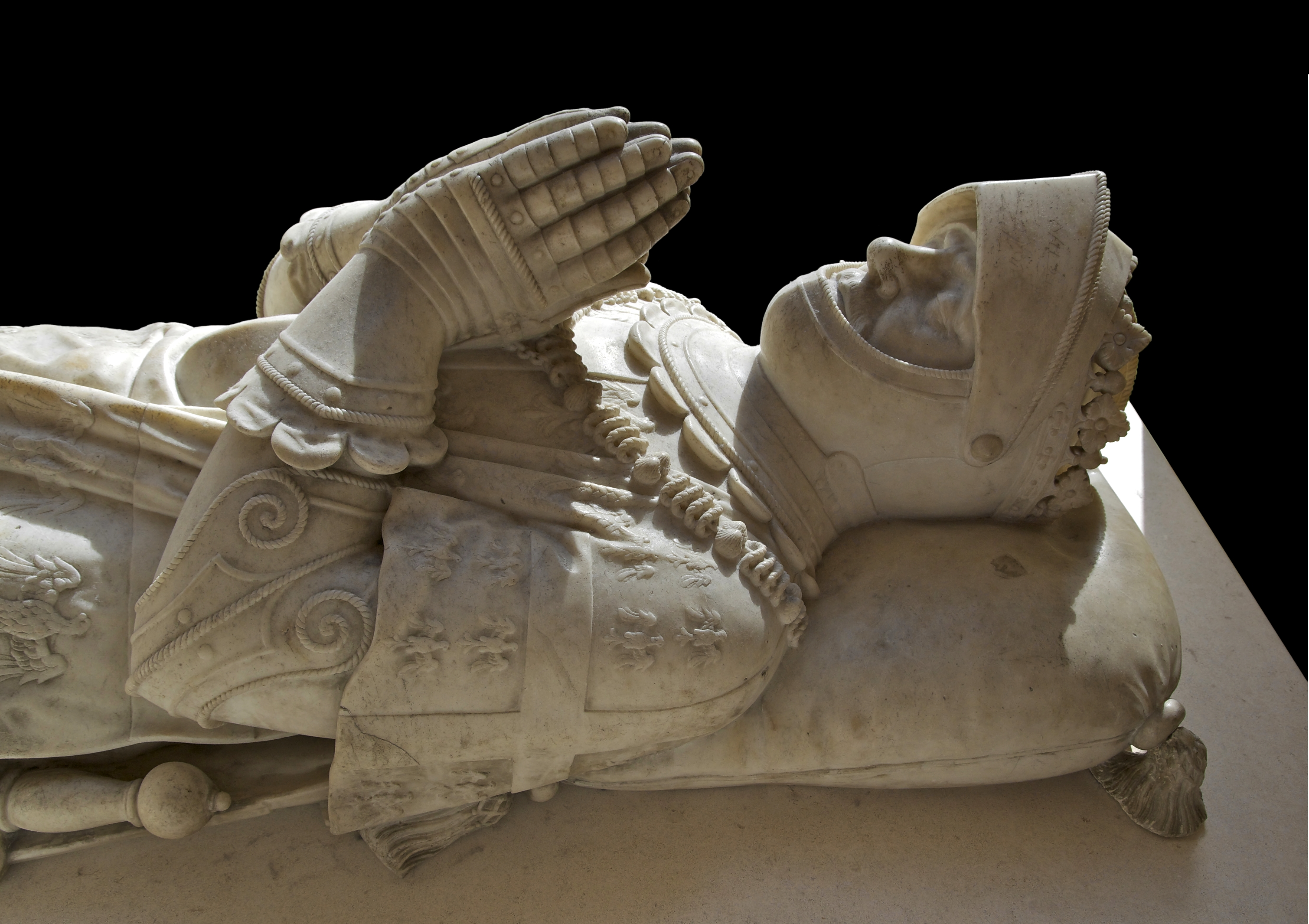
Liegefigur von Anne de Montmorency, heute im Louvre

## Grabmäler der Familie Montmorency
- Von den zahlreichen Grabmälern der Familie Montmorency ist die schwarze Marmorgrabplatte für Guillaume de Montmorency und Anne Pot erhalten.[9]
- Ebenfalls erhalten ist die Grabplatte des Chorherren Jean David, der 1536 starb.
- Das prächtige Grabmal für Anne de Montmorency und seine Gemahlin Madeleine de Savoie ist nicht mehr erhalten. Die marmorne Liegefigur des Konnetabel befindet sich heute im Museum des Louvre in Paris.

## Denkmäler für polnische Adelige

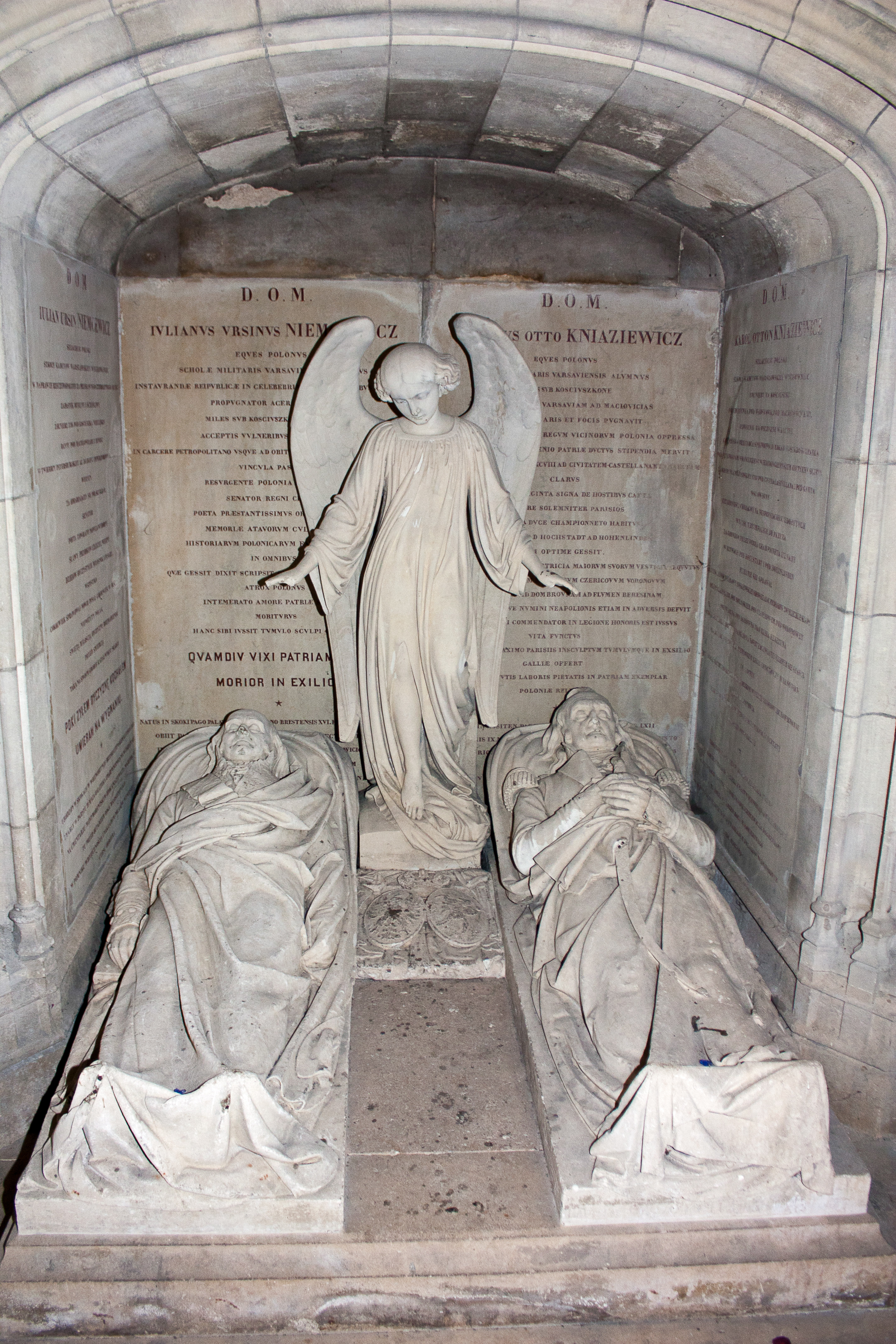
Kenotaphe für Karol Kniaziewicz und Julian Ursyn Niemcewicz

Nach dem Novemberaufstand von 1830/31 fanden viele polnische Adelige Zuflucht in Montmorency. In der Kirche wird durch mehrere Denkmäler an sie erinnert:
- Kenotaph für Karol Kniaziewicz
- Kenotaph für Julian Ursyn Niemcewicz
- Büste von Adam Jerzy Czartoryski
- Gedenktafel für Maria Anna Czartoryska
- Gedenktafel für Iza Działyńska